# 索拉瑞斯客车

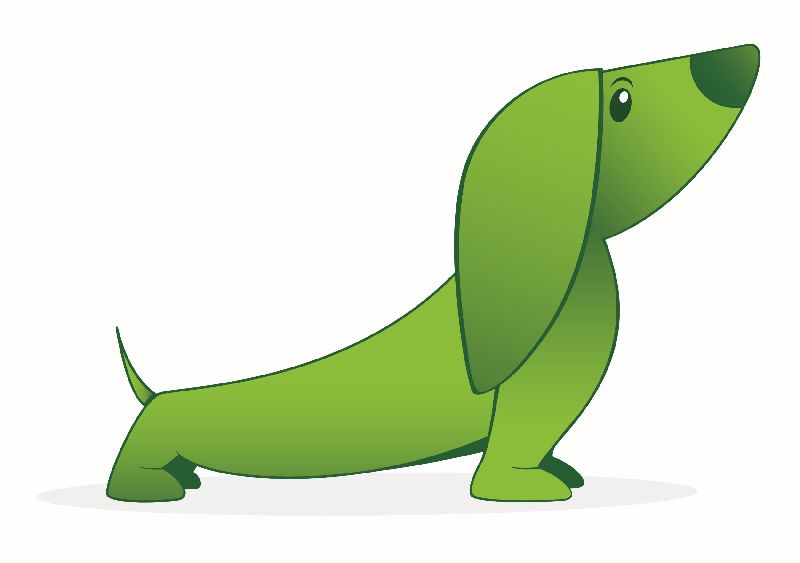
索拉瑞斯低地板客车的绿色腊肠犬图标

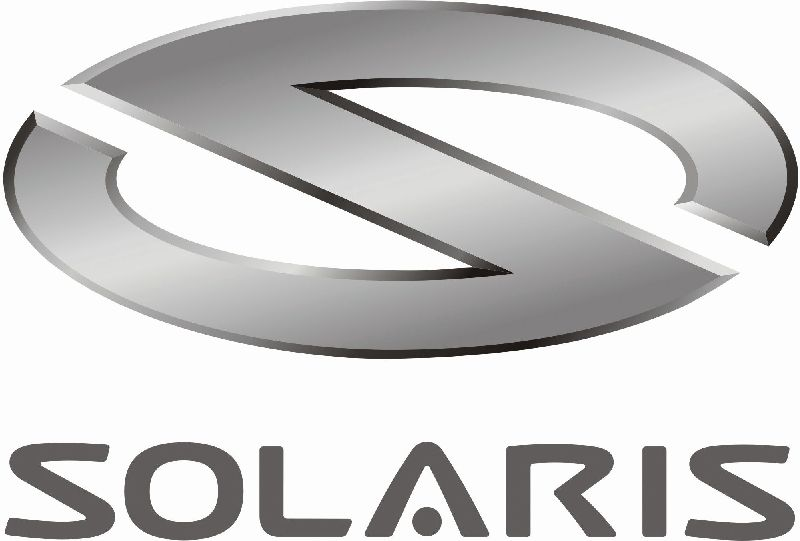
索拉瑞斯另一种样式的标志

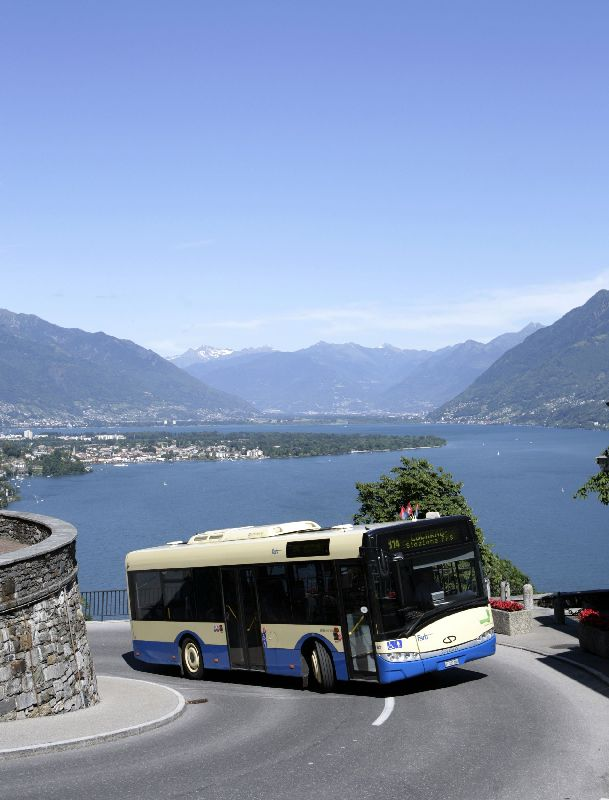
Solaris Urbino 10

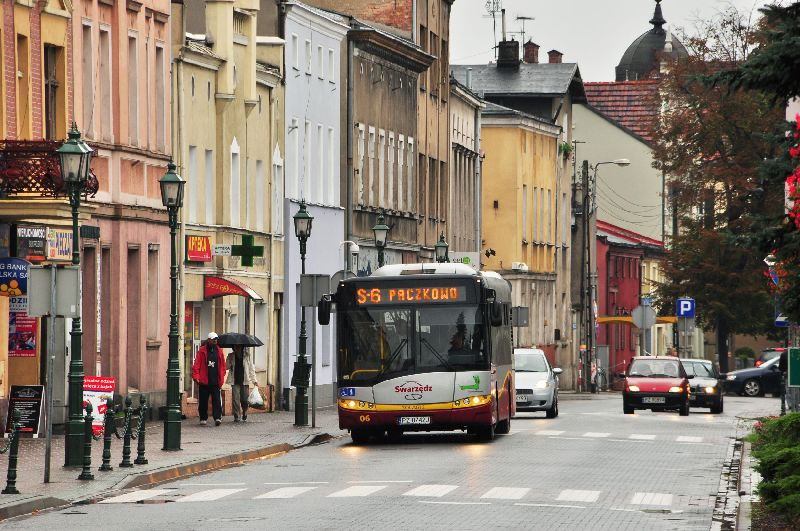
Solaris Urbino 12

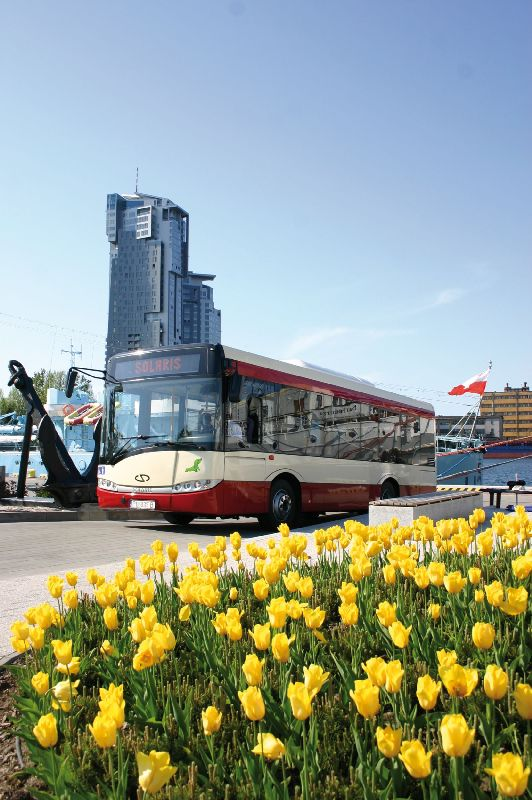
Solaris Alpino 8,9 LE

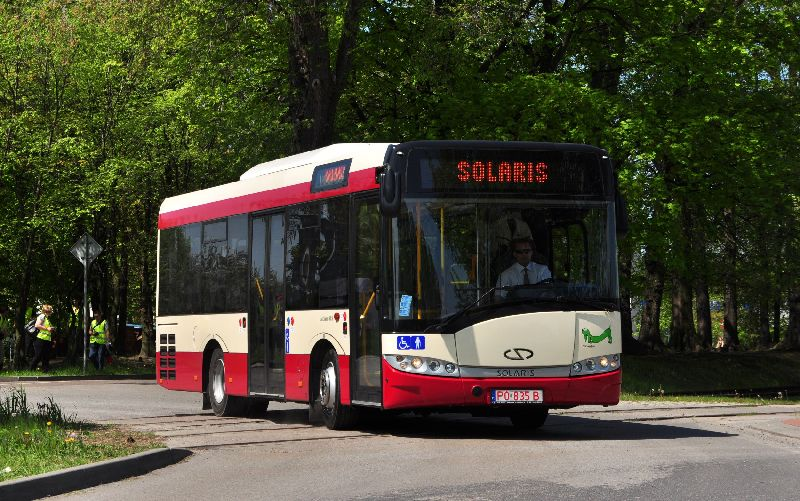
Solaris Alpino 8,9 LE

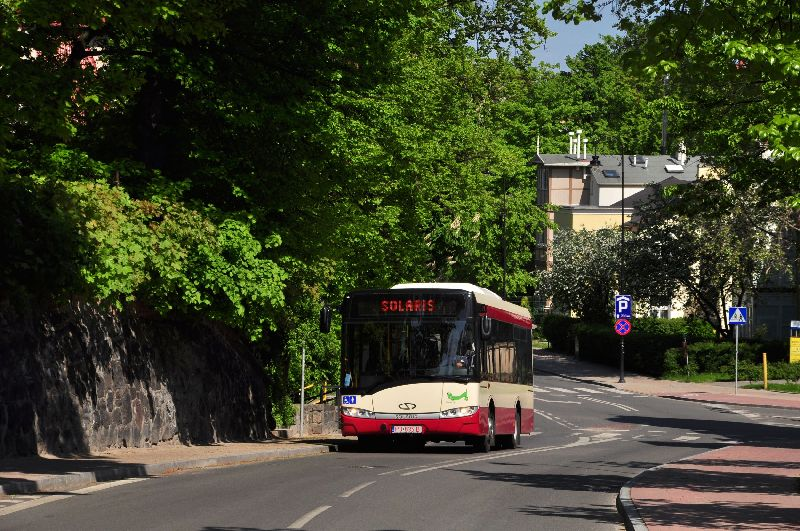
Solaris Alpino 8,9 LE

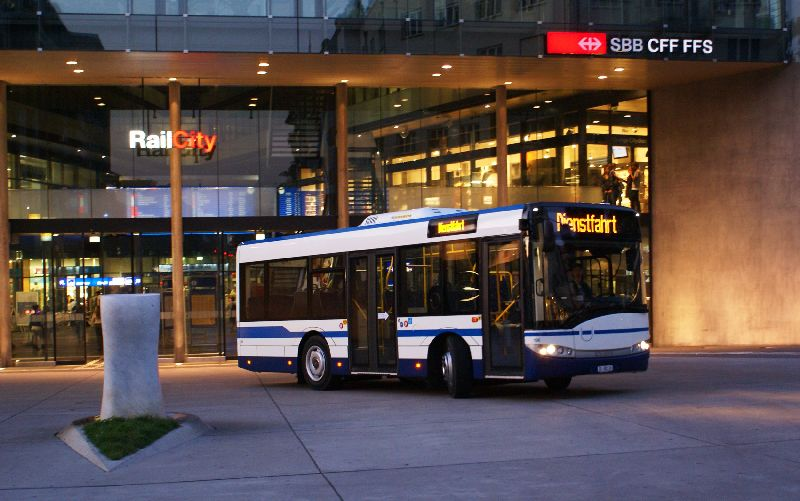
Solaris Alpino 8,6

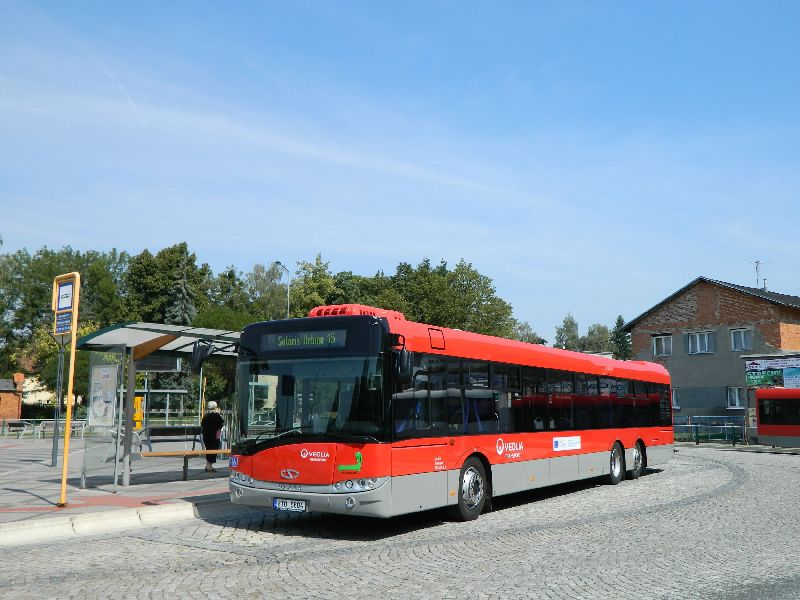
Solaris Urbino 15

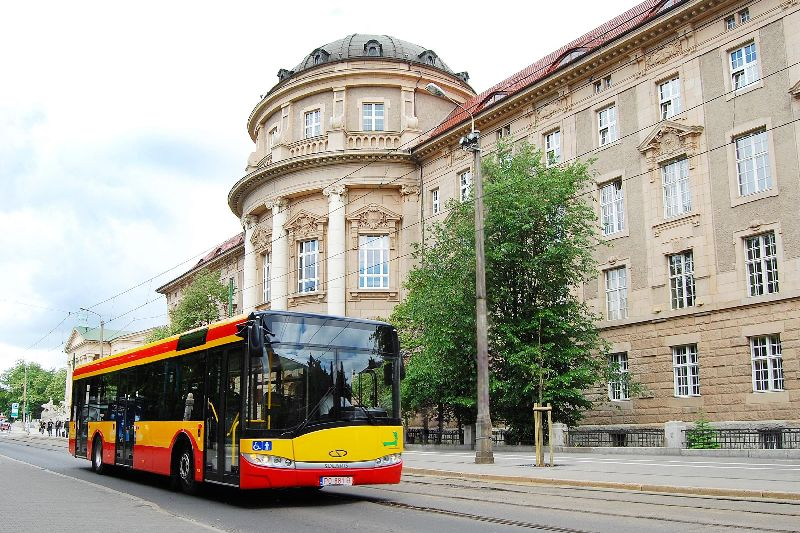
Solaris Urbino 12

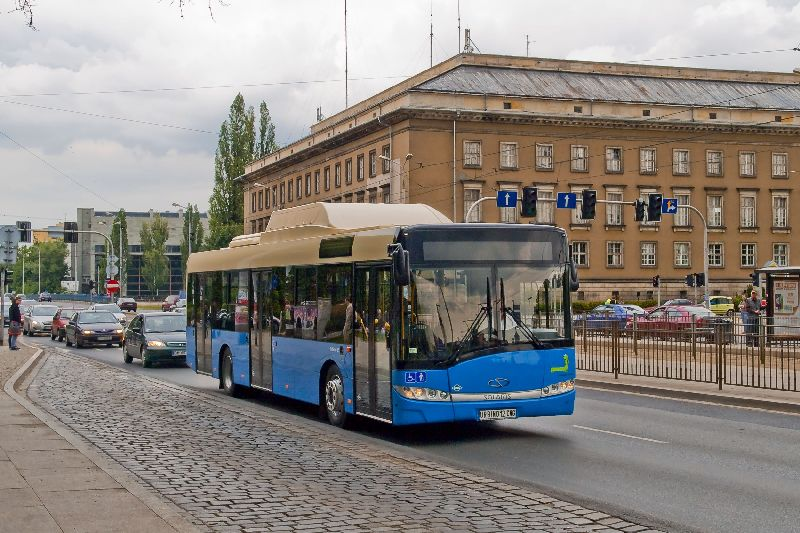
Solaris Urbino 12 CNG

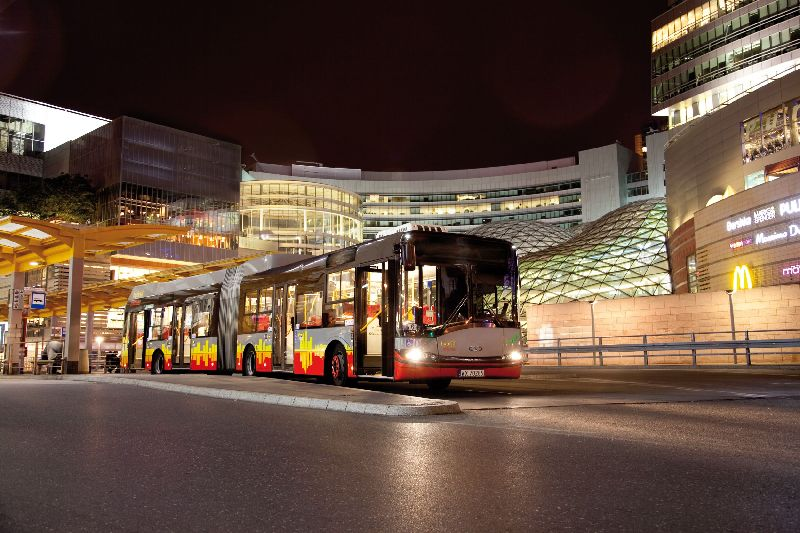
Solaris Urbino 18 Hybrid II

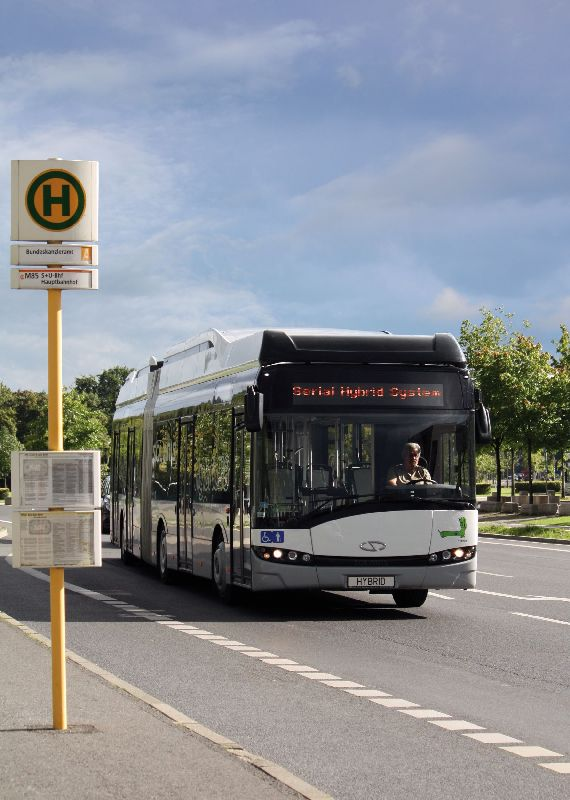
Solaris Urbino 18 Hybrid Vossloh Kiepe

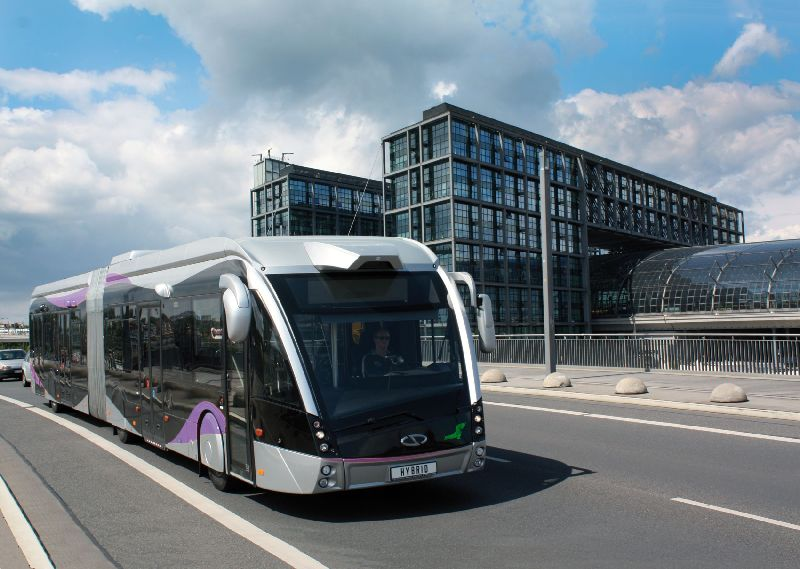
Solaris Urbino 18 Hybrid MetroStyle

索拉瑞斯巴士客车公司（Solaris Bus & Coach S.A.）是波兰全国最大的一家客车企业，从事客车、无轨电车、有轨电车的生产销售。BBC World一个与2004年5月欧盟东扩有关的节目中Solaris作为波兰后共产主义时期的成功范例。
作为一个私人企业和家族企业，公司在波兰波兹南市附近的Bolechowo和Środa Wielkopolska都有自己的工厂。克里齐兹托夫·奥尔塞夫斯基（Krzysztof Olszewski）先生担任该公司董事长，其妻子索朗日（Solange）担任主席，全面负责同客户的业务联络。
2007年索拉瑞斯员工数达到1200人，2009年达到1600人。目前年产客车1000-1200台。

## 历史
索拉瑞斯巴士客车公司由克里齐兹托夫·奥尔塞夫斯基先生于1994年在原来一家军工厂的基础上建立起来的。成立之初，公司名为波兰尼奥普兰（Neoplan Polska），主要从事尼奥普兰低地板城市客车的销售。1996年1月，公司获得德国尼奥普兰公司的授权，开始从事客车生产。1999年推出了第一款使用自有品牌的公交车乌尔比诺（Urbino）。2001年9月1日，波兰尼奥普兰更名为索拉瑞斯。2005年改为合资公司。      
20世纪90年代，公司开设了自己的研究室，使用原本用于设计航天飞机的电脑软件进行设计，减少了设计时间，将设计构建新原型的时间缩短为6个月，另外的六个月用来构建新客车原型。索拉瑞斯是欧洲客车制造商新秀之一，但已经相当成功，曾获比利时科尔特赖克客车世界展奖项。公司还与匈牙利Ganz Electro公司合作生产无轨电车。另外，索拉瑞斯生产了欧洲第一款混合动力客车Solaris Urbino 18 Hybrid。这款车型已于2008年11月运往波兹南。

## 销售
索拉瑞斯已向欧洲众多城市销售柴油及压缩天然气动力客车，包括法国（巴黎、巴约讷和纳博讷）、丹麦、德国（柏林、波鸿和卡塞尔）、拉脱维亚（里加、陶格夫匹尔斯）、波兰（华沙、什切青、卢布林、格丁尼亚、拉多姆、热舒夫、波兹南、克拉科夫、蒂黑和琴斯托霍瓦），最近还销往希腊雅典和阿联酋迪拜。
生产的无轨电车销往爱沙尼亚（塔林）、匈牙利（布达佩斯和德布勒森）、捷克（奥帕瓦和俄斯特拉发）、斯洛伐克（布拉迪斯拉发和科希策）、意大利（罗马、那不勒斯和圣雷莫）、拉脱维亚（里加）、立陶宛（考纳斯和维尔纽斯）、瑞典（兰斯克鲁纳）、瑞士（温特图尔和拉绍德封）。

## 产品
目前车型：
- Solaris Alpino（英语：Solaris Alpino） - 低地板城市客车
  - Solaris Alpino 8,6
  - Solaris Alpino 8,9 LE（英语：Solaris Alpino 8,9 LE）
- Solaris Urbino（英语：Solaris Urbino） - 低地板城市客车
  - Solaris Urbino 8,9 LE electric（英语：Solaris Urbino 8,9 LE electric）
  - Solaris Urbino 10（英语：Solaris Urbino 10）
  - Solaris Urbino 12（英语：Solaris Urbino 12）
  - Solaris Urbino 15（英语：Solaris Urbino 15）
  - Solaris Urbino 15 LE（英语：Solaris Urbino 15 LE）
  - Solaris Urbino 18（英语：Solaris Urbino 18） - 铰接客车
  - Solaris Urbino 18 Hybrid（英语：Solaris Urbino 18 Hybrid） - 混合动力铰接客车
- Solaris InterUrbino（荷兰语：Solaris InterUrbino） - 城际公交
  - Solaris InterUrbino 12（英语：Solaris InterUrbino 12）
- Solaris Vacanza（波兰语：Solaris Vacanza） - 团体客车
  - Solaris Vacanza 12（英语：Solaris Vacanza 12）
  - Solaris Vacanza 13（英语：Solaris Vacanza 13）
- Solaris Trollino（波兰语：Solaris Trollino） - 低地板无轨电车
  - Solaris Trollino 12（波兰语：Solaris Trollino 12）
  - Solaris Trollino 15（波兰语：Solaris Trollino 15）
  - Solaris Trollino 18（波兰语：Solaris Trollino 18） - 铰接客车
- Solaris Tramino（波兰语：Solaris Tramino） - 有轨电车

历史车型：
- Solaris Urbino 9（英语：Solaris Urbino 9） - 城市客车
- Solaris Valletta（英语：Solaris Valletta） - 城市客车

## 图库
Solaris Alpino

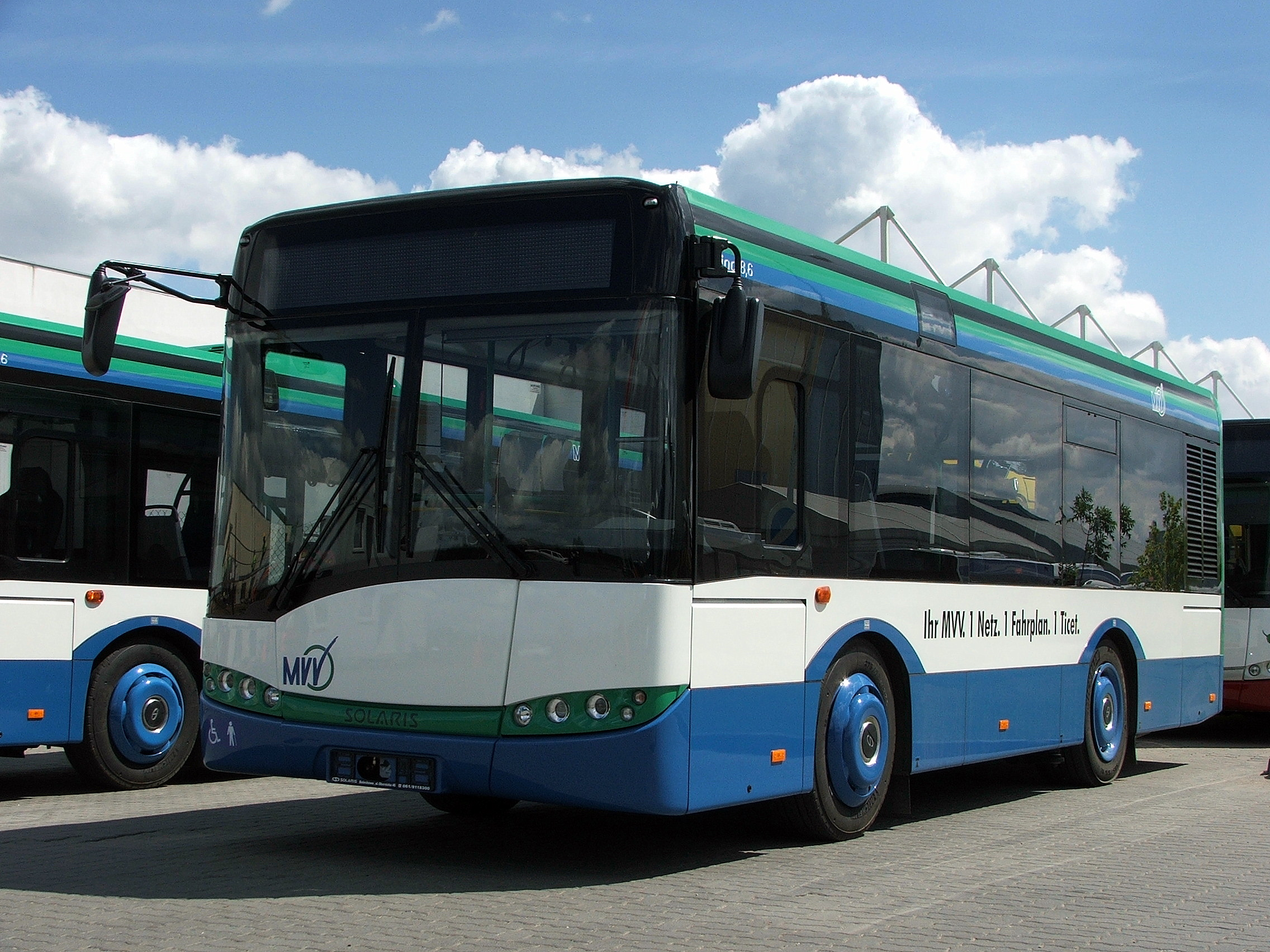
德国翁特尔斯希莱斯海姆的Solaris Alpino 8,6
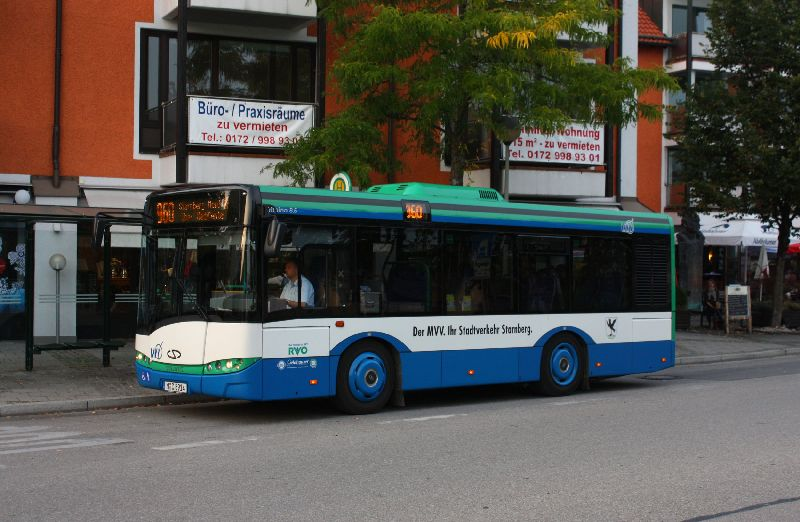
Solaris Alpino 8,6
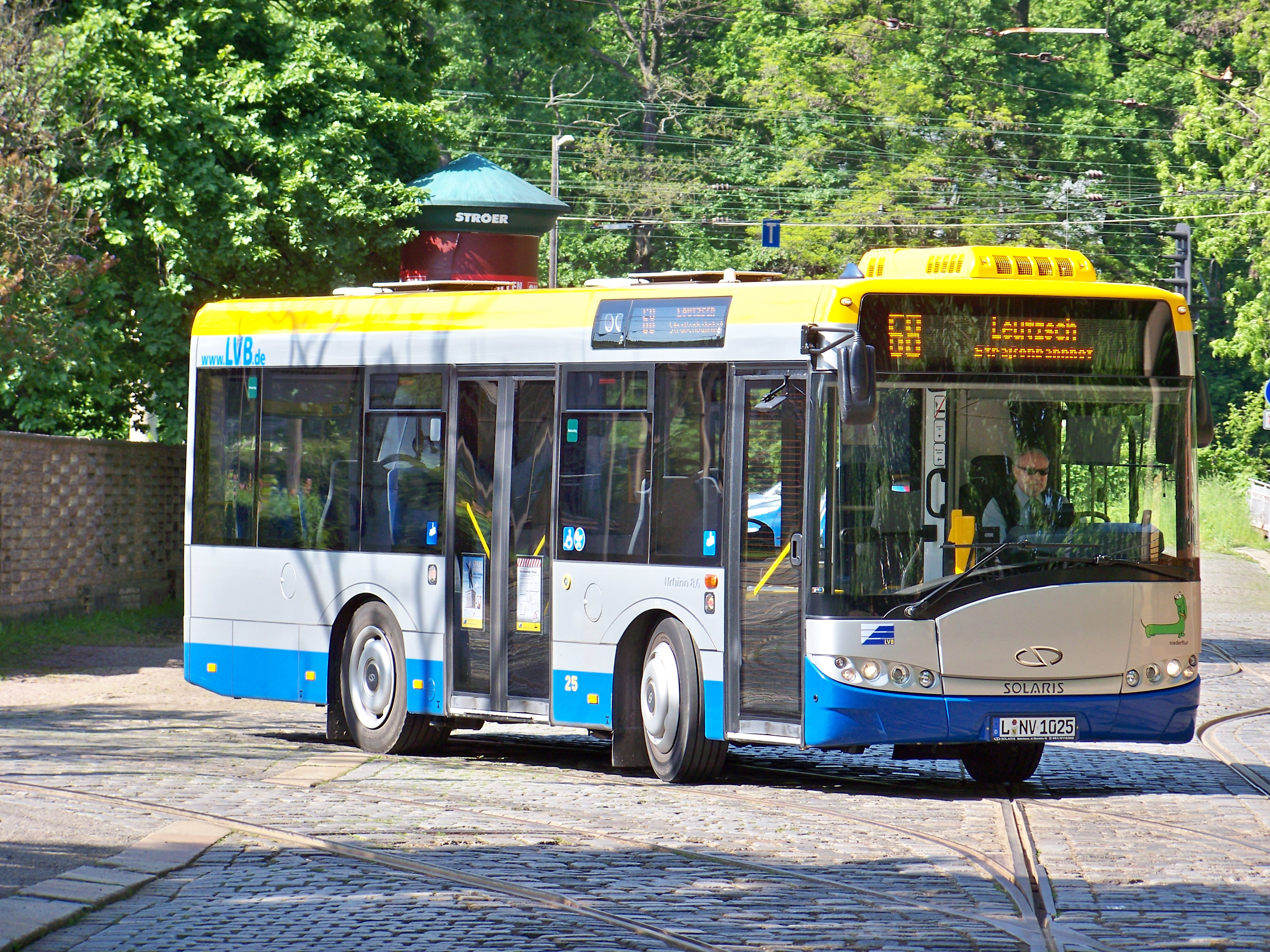
德国莱比锡的Solaris Alpino 8,6
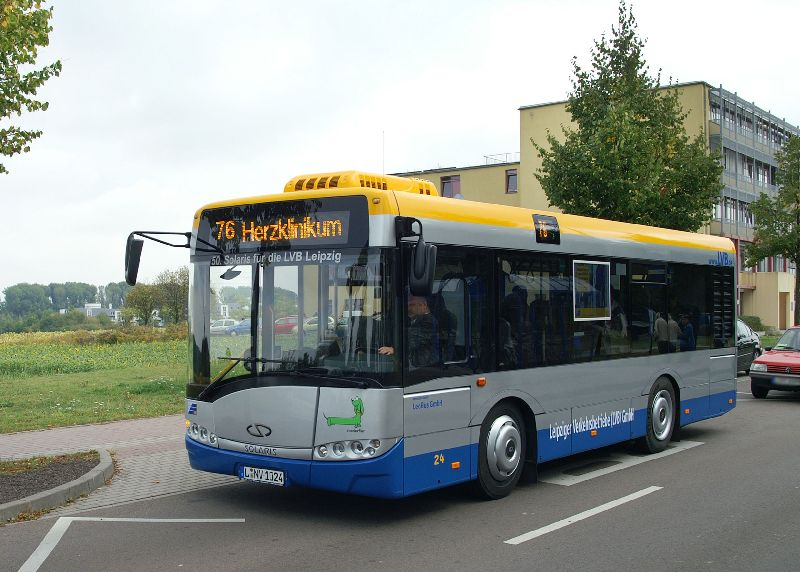
德国莱比锡的Solaris Alpino 8,6
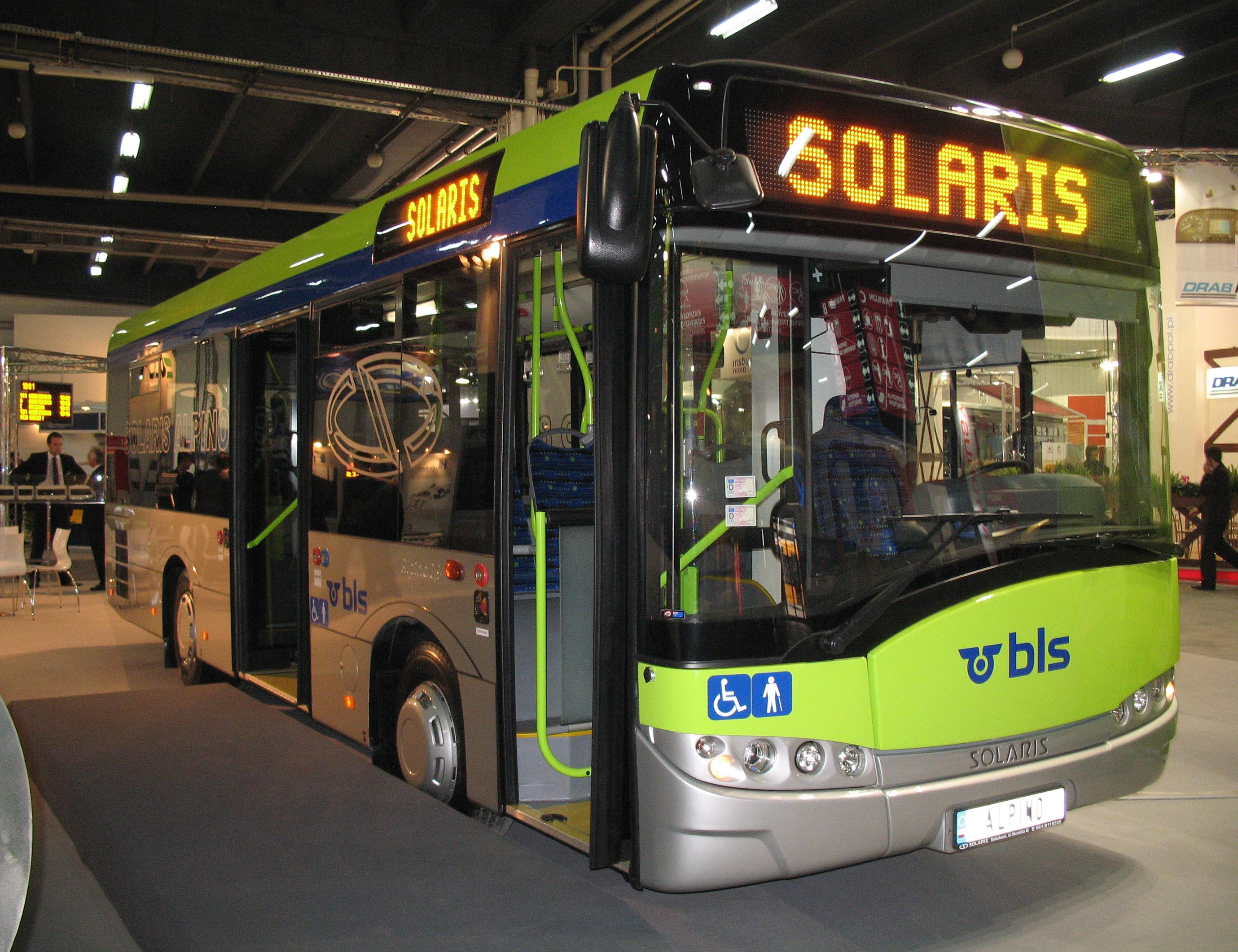
Solaris Alpino 8,9 LE，2008年波兰凯尔采运输展
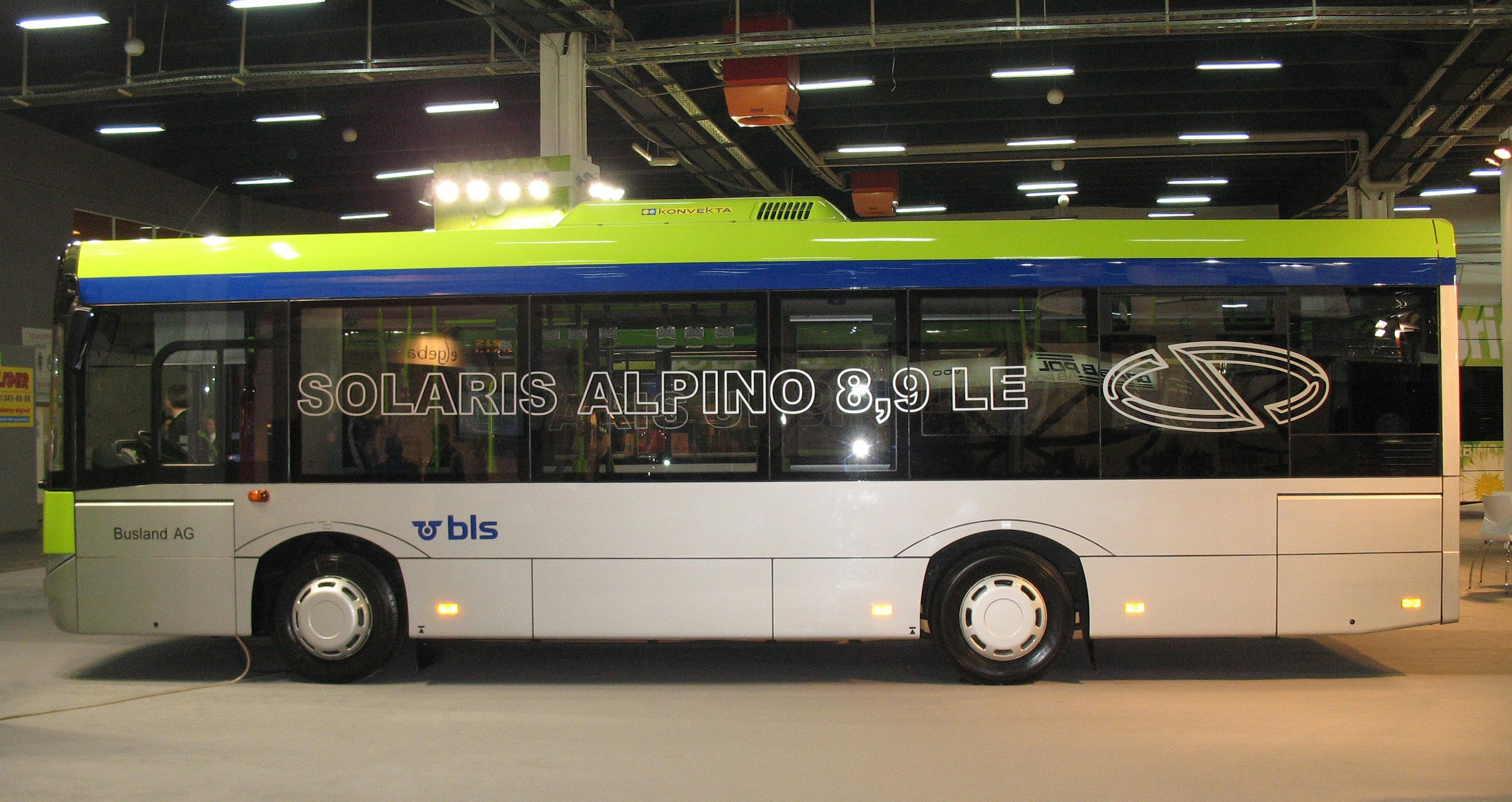
Solaris Alpino 8,9 LE，2008年波兰凯尔采运输展
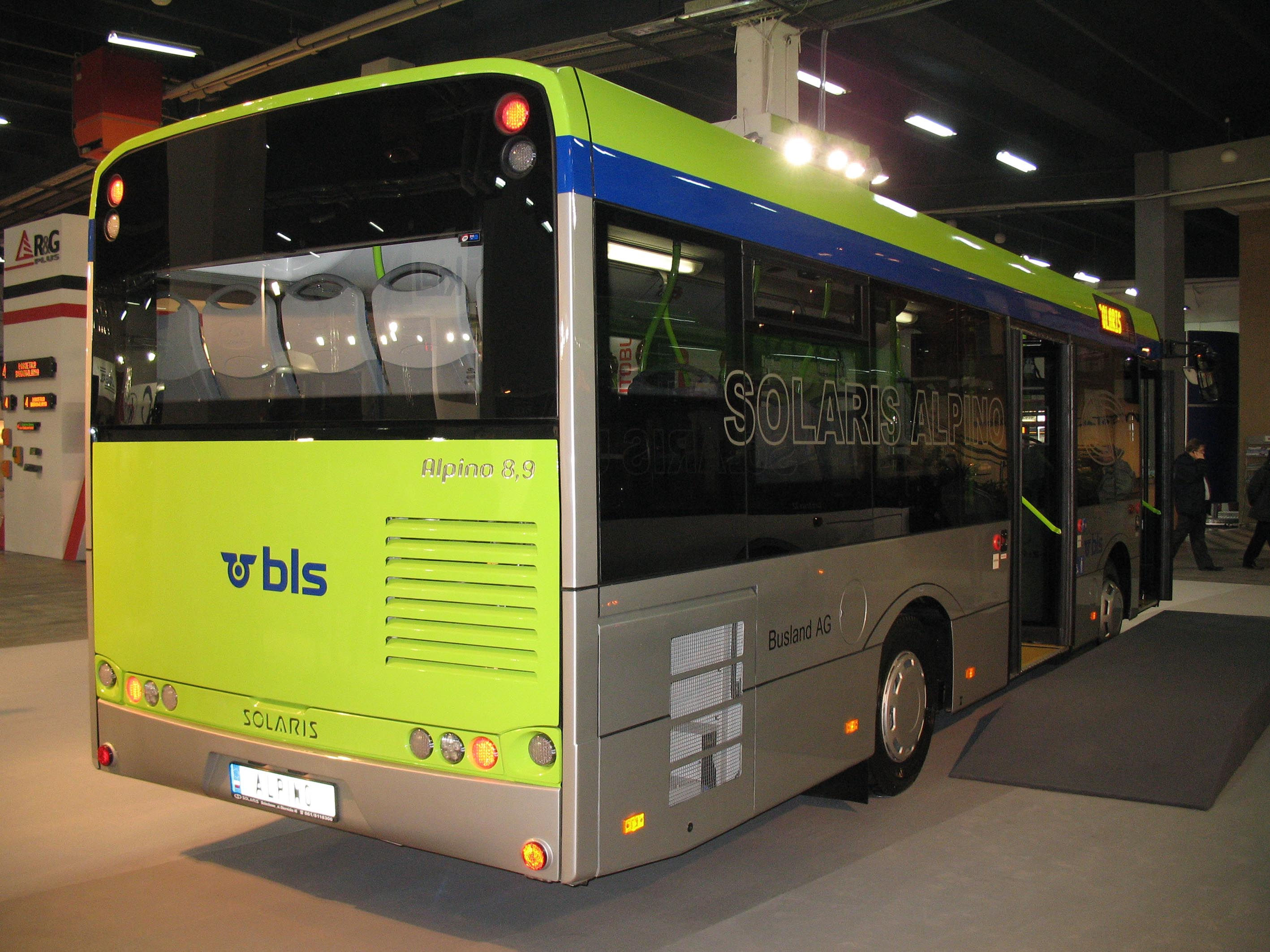
Solaris Alpino 8,9 LE，2008年波兰凯尔采运输展
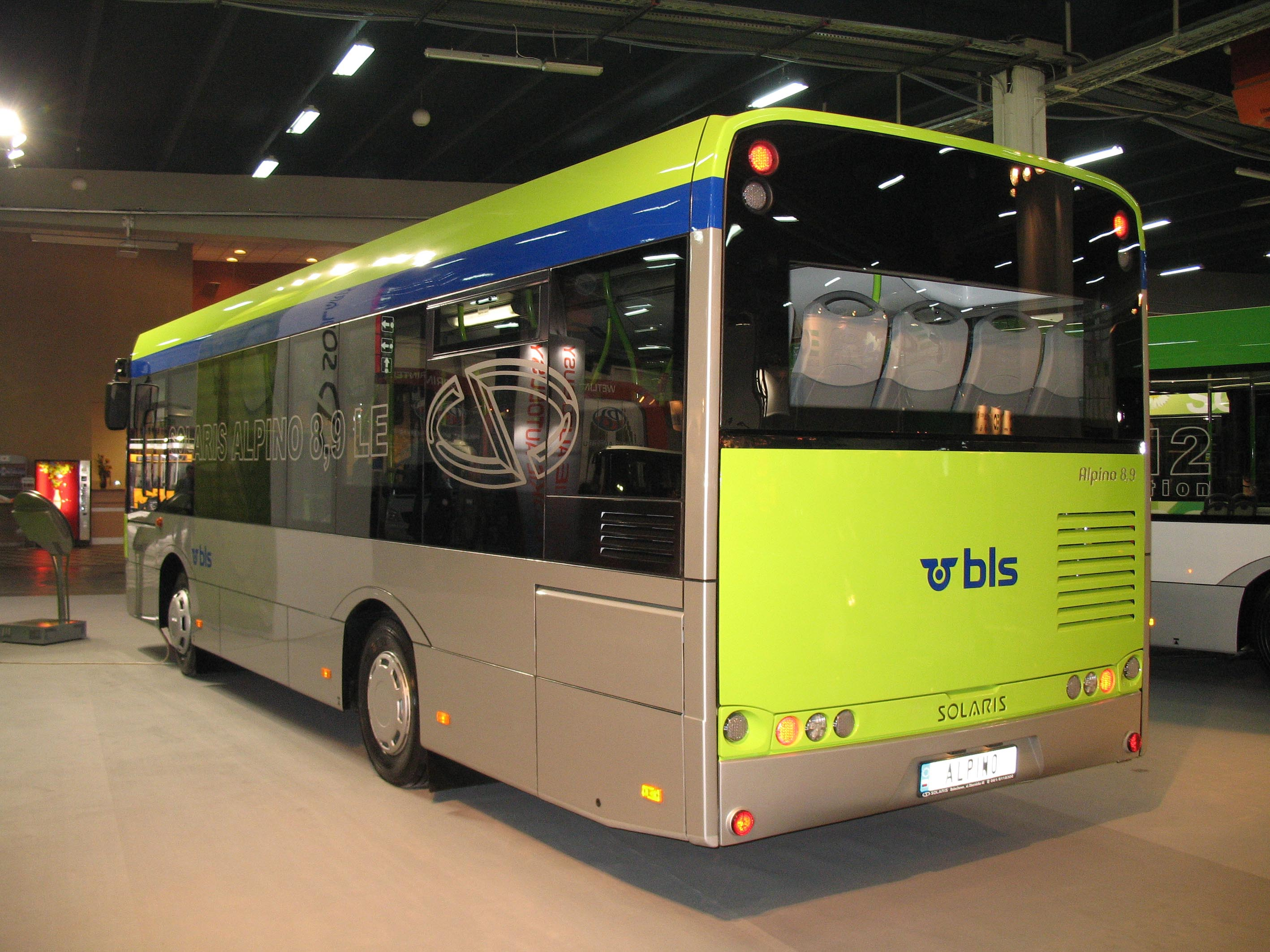
Solaris Alpino 8,9 LE，2008年波兰凯尔采运输展
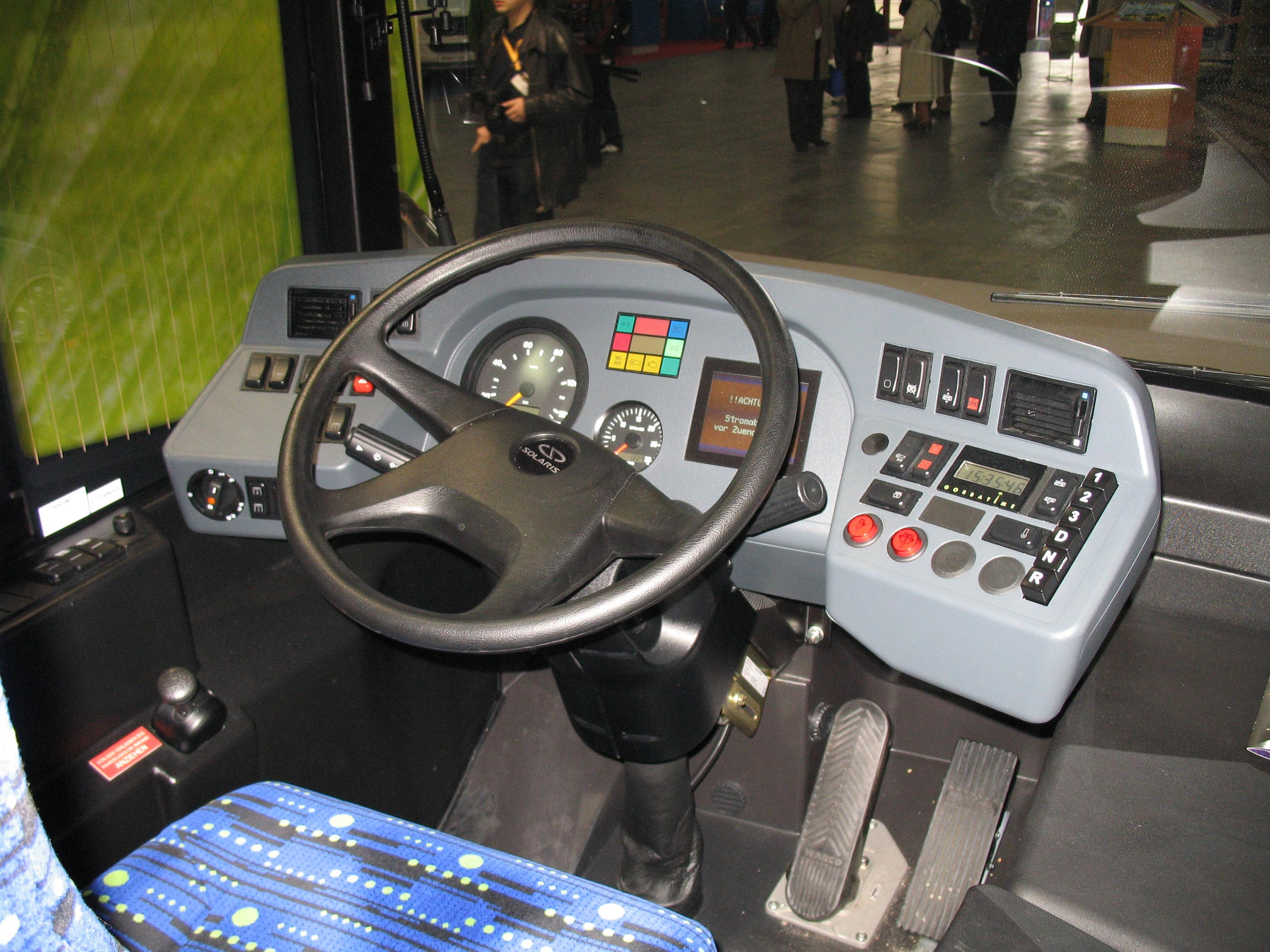
Solaris Alpino 8,9 LE驾驶座，2008年波兰凯尔采运输展
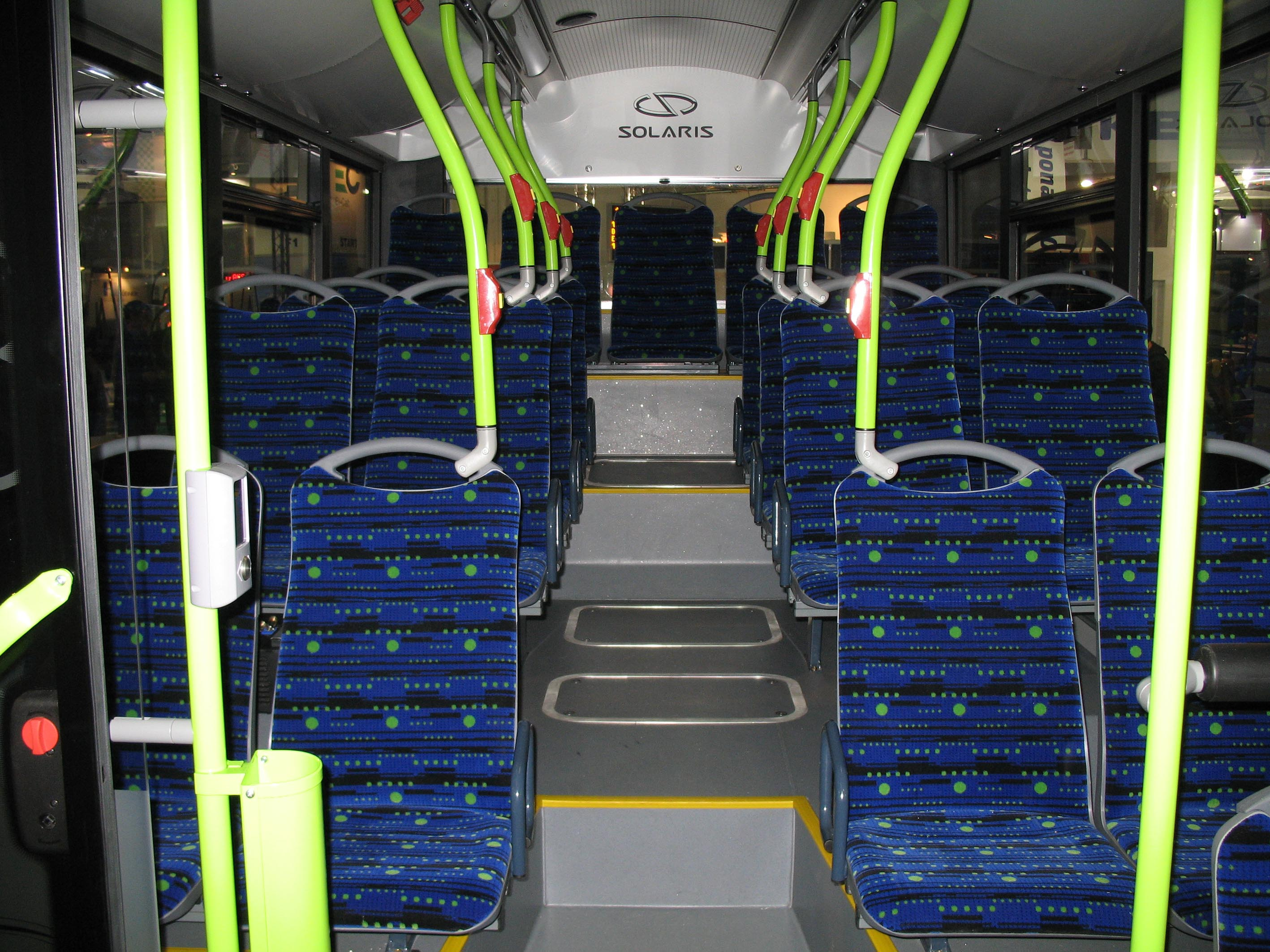
Solaris Alpino 8,9 LE内部，2008年波兰凯尔采运输展
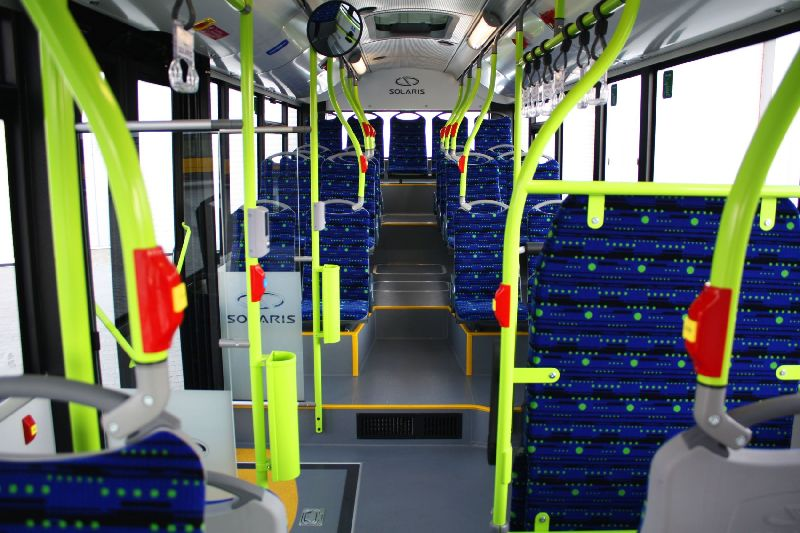
Solaris Alpino 8,9 LE内部
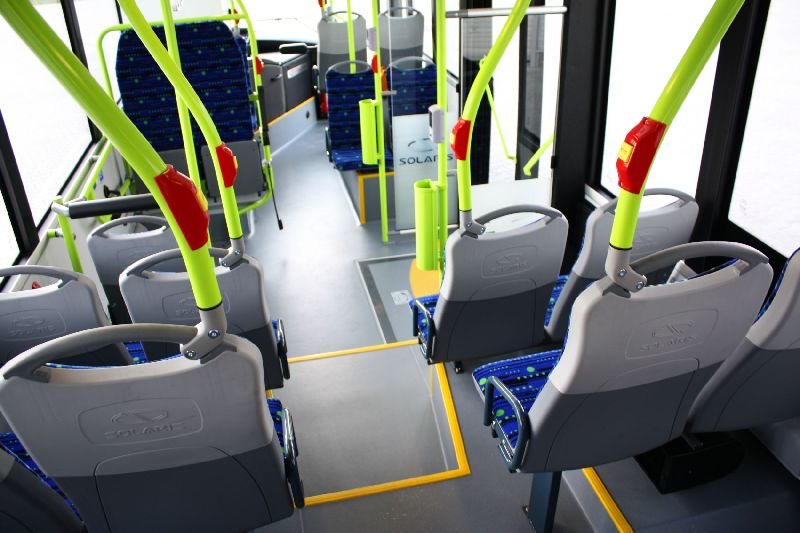
Solaris Alpino 8,9 LE内部
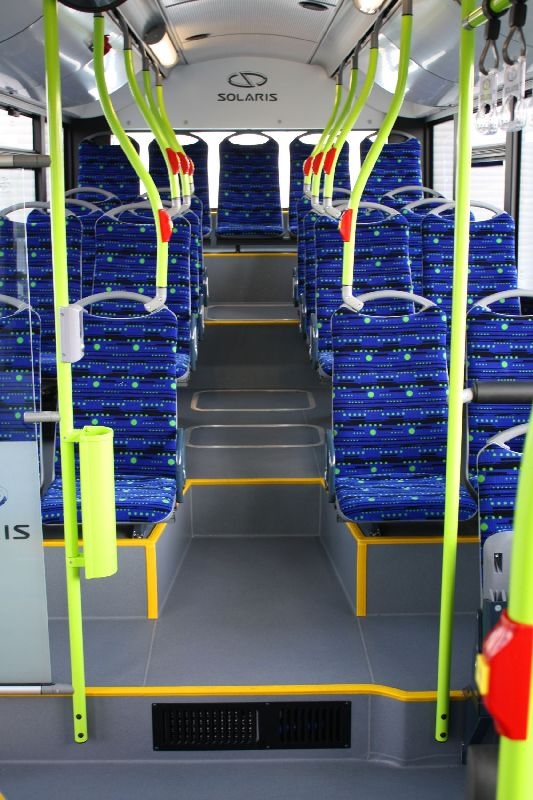
Solaris Alpino 8,9 LE内部

Solaris Urbino

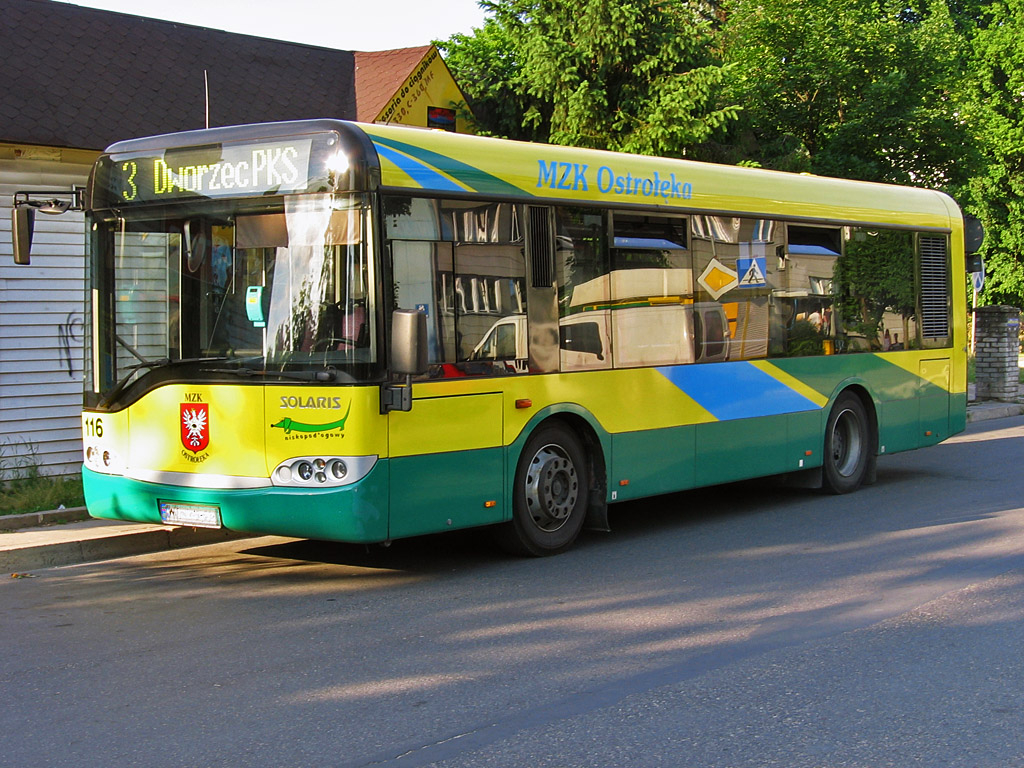
波兰奥斯特罗文卡的Solaris Urbino 9（2000年制造）
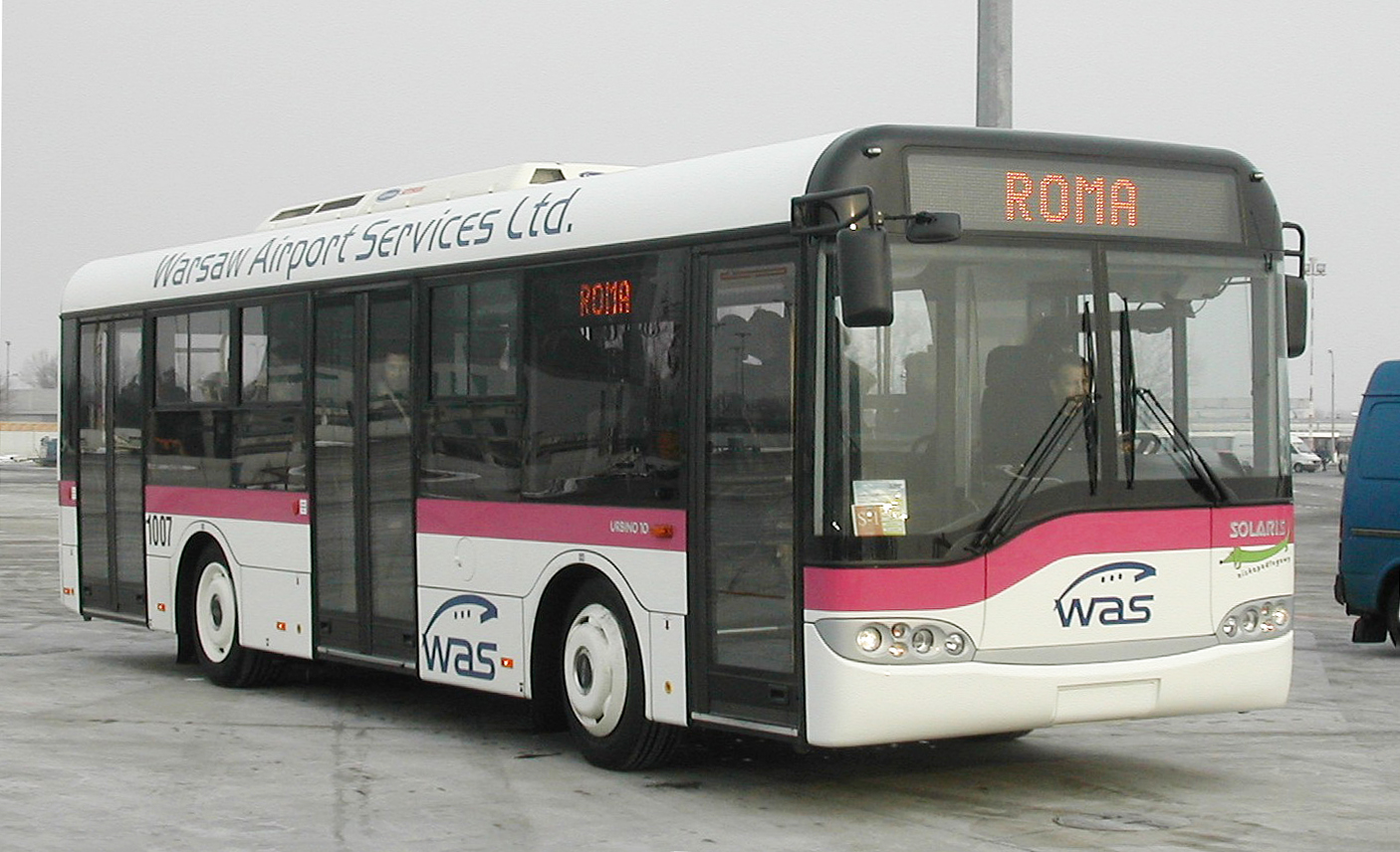
波兰华沙肖邦机场的Solaris Urbino 10 Airport（2004年制造）
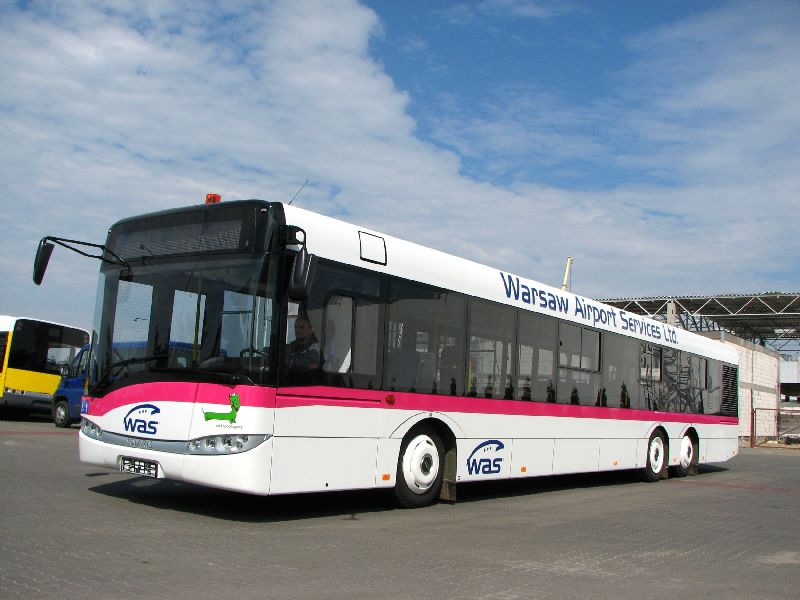
波兰华沙肖邦机场的Solaris Urbino 15 Airport
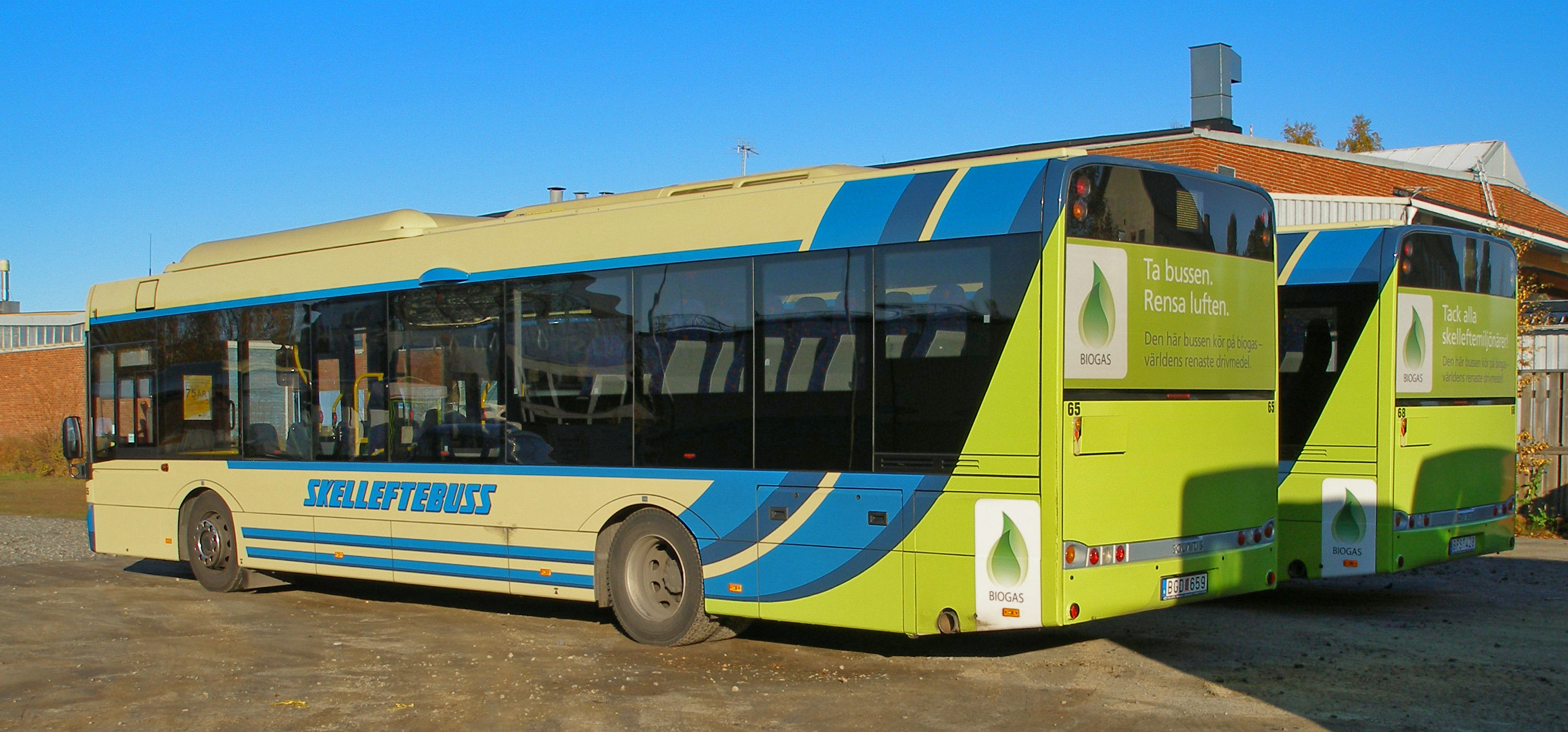
瑞典谢莱夫特奥的两台生物能源Solaris Urbino 12 LE
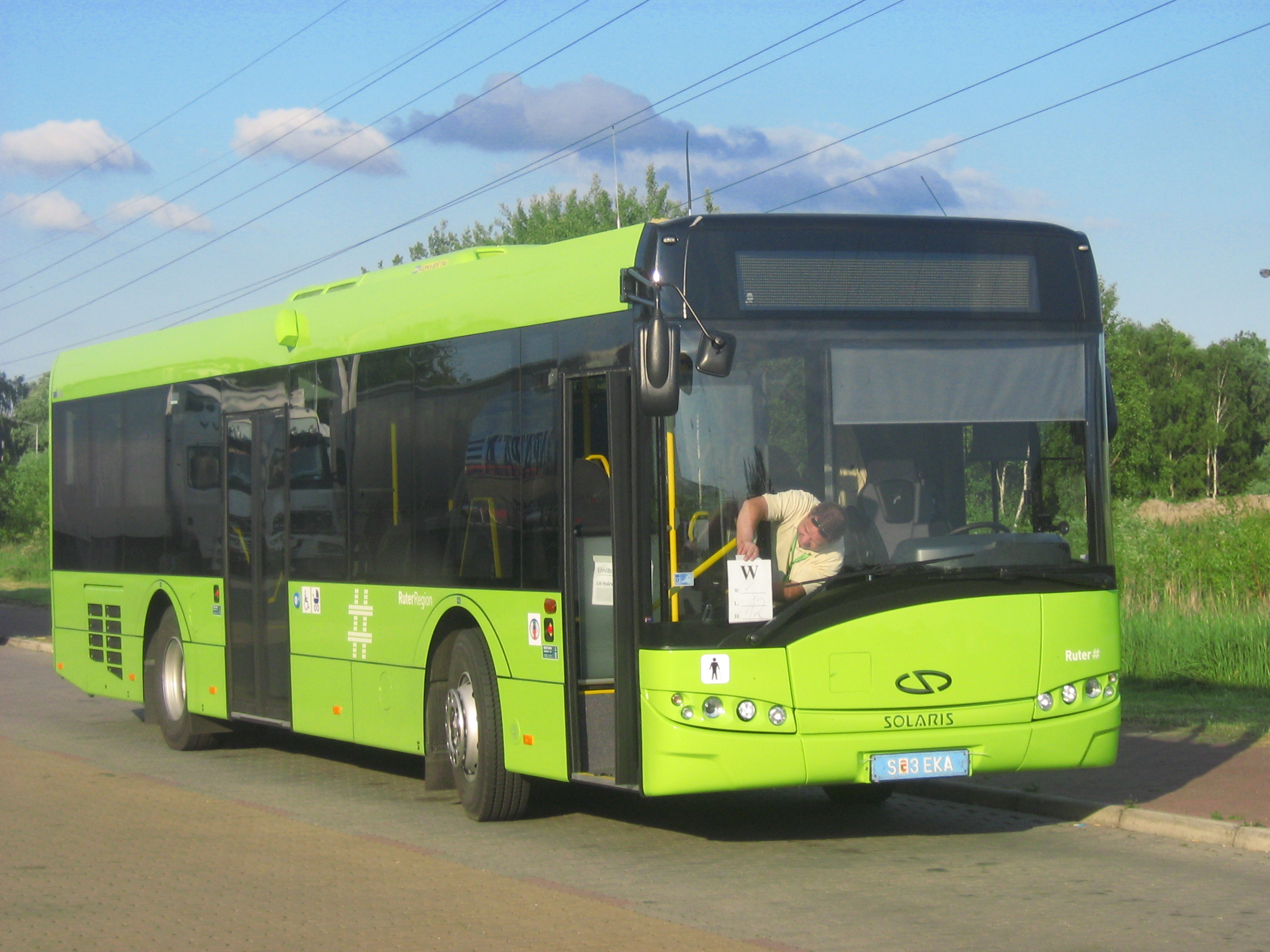
Solaris Urbino 12 LE（2009年制造）
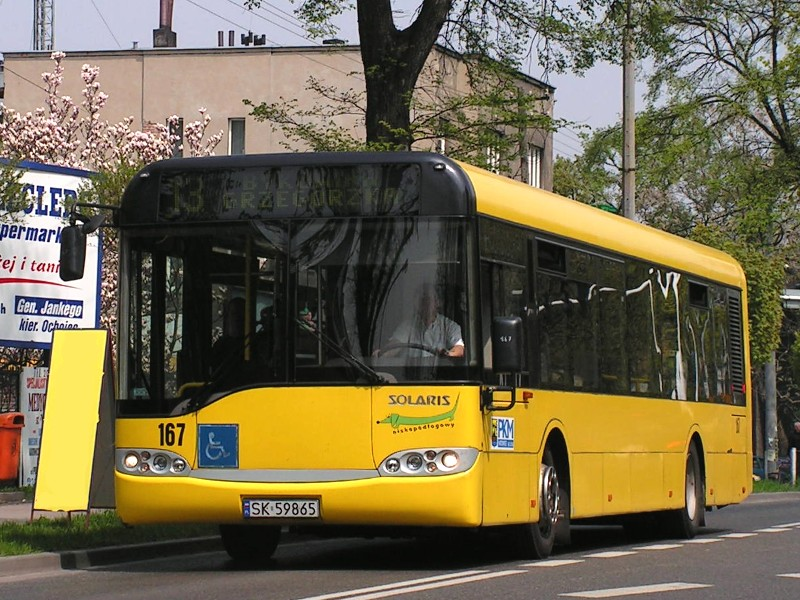
波兰卡托维兹的第二代Solaris Urbino 12（2002年制造）
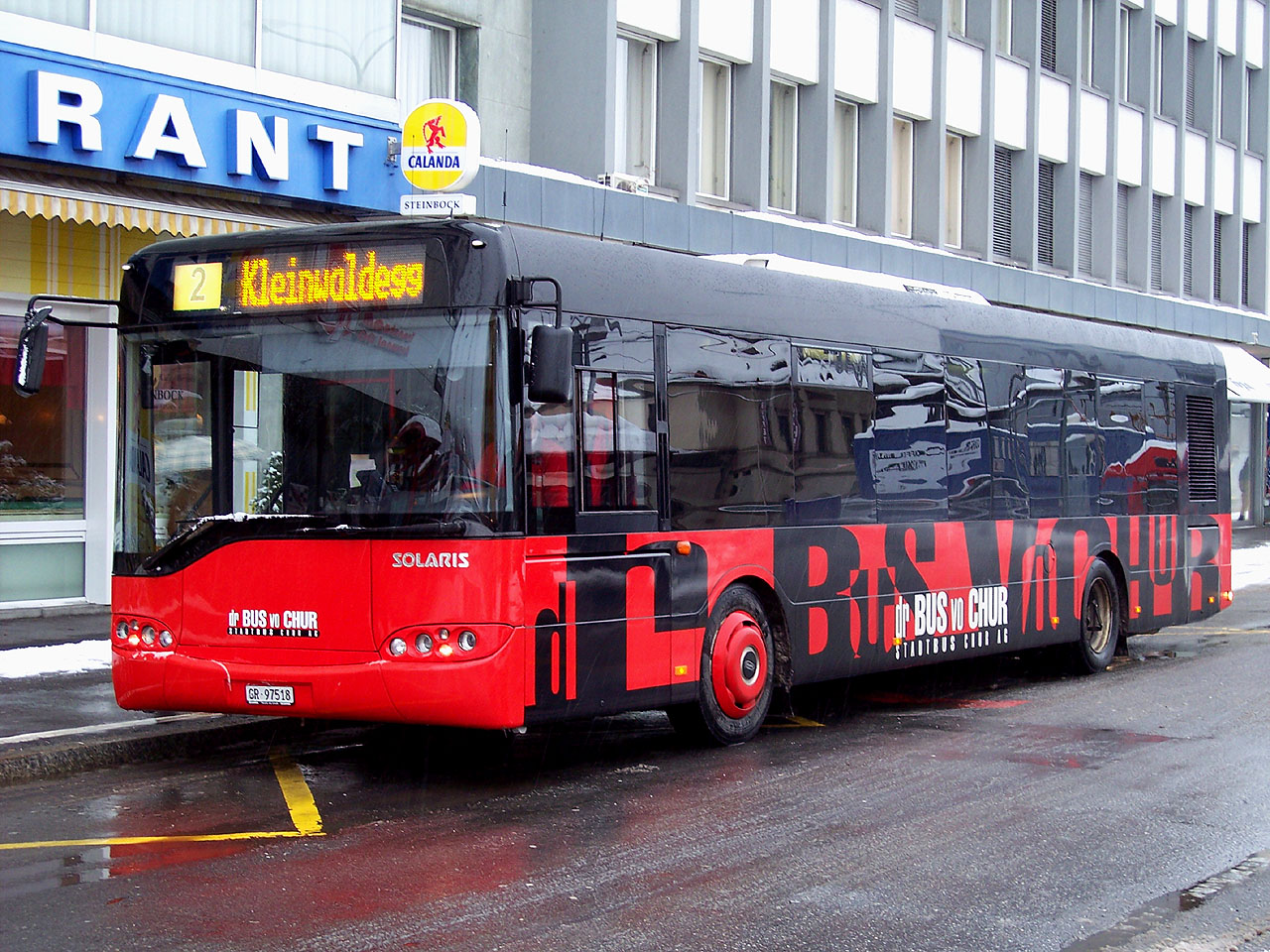
瑞士库尔的Solaris Urbino 12（2004年制造）
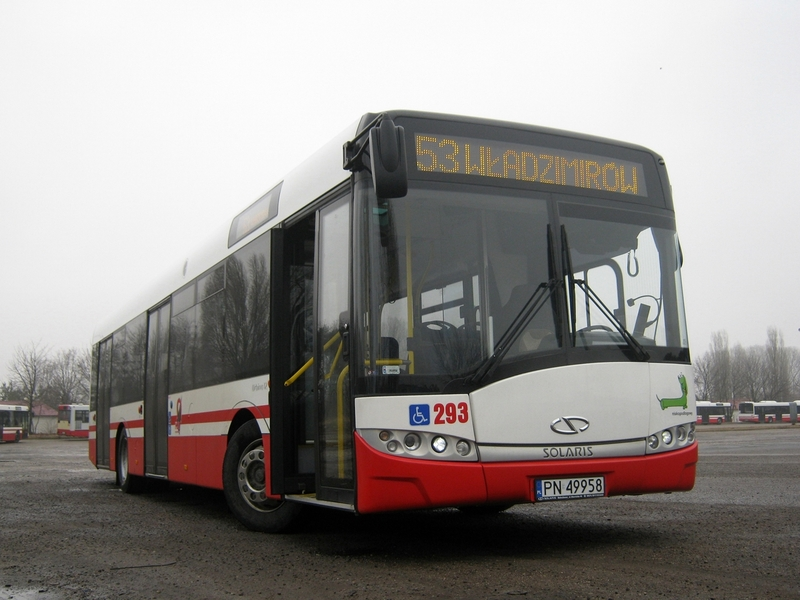
波兰科宁的Solaris Urbino 12（2011年制造）
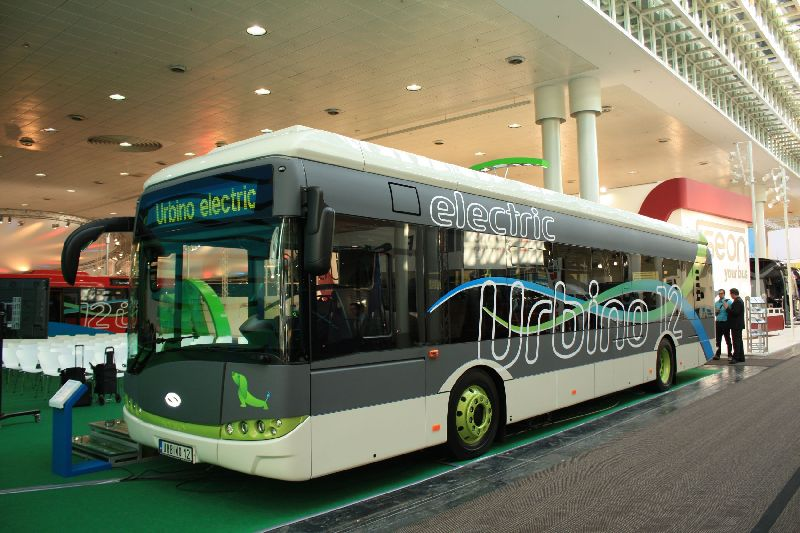
Solaris Urbino 12 electric
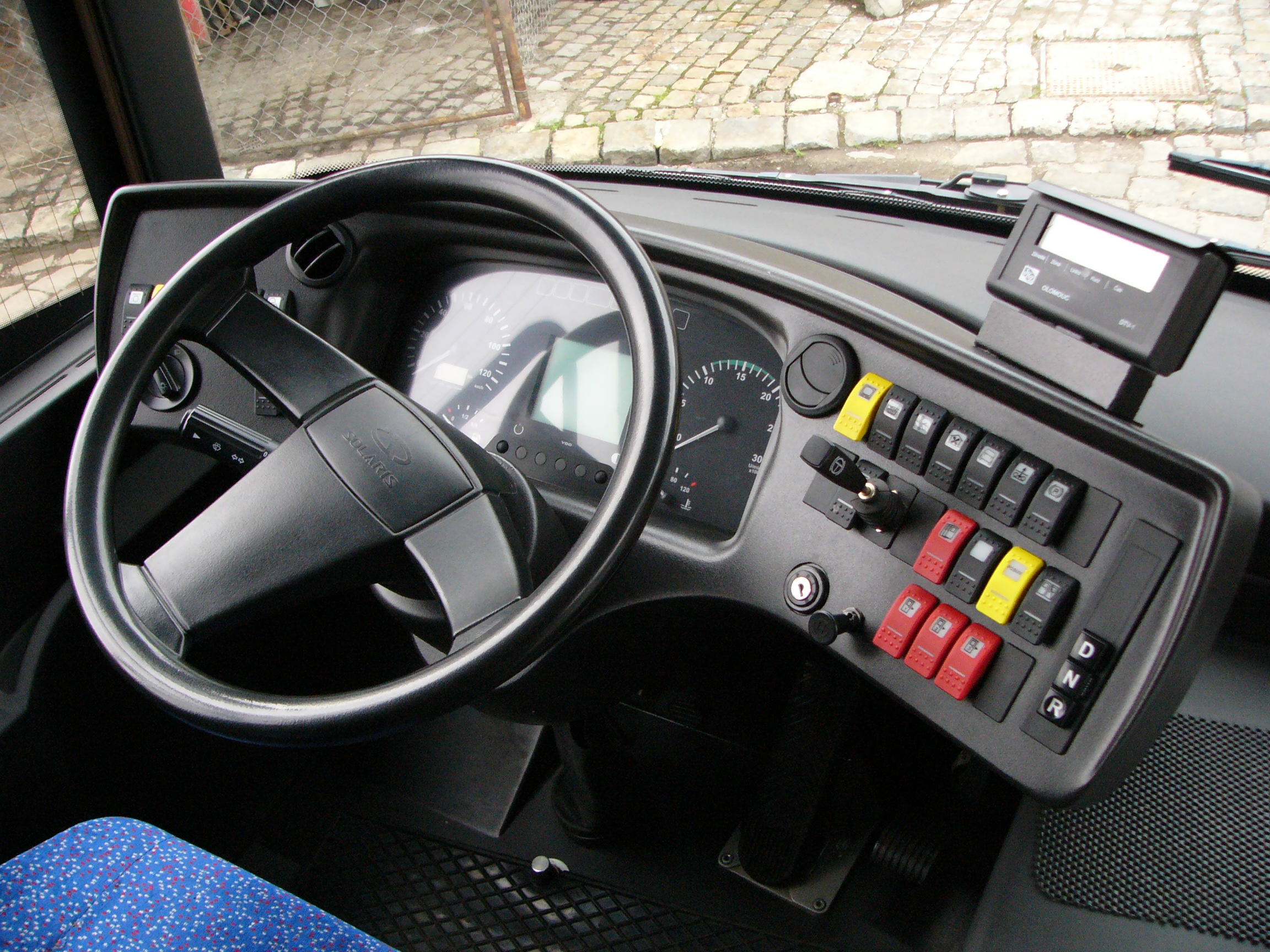
Solaris Urbino 12驾驶座
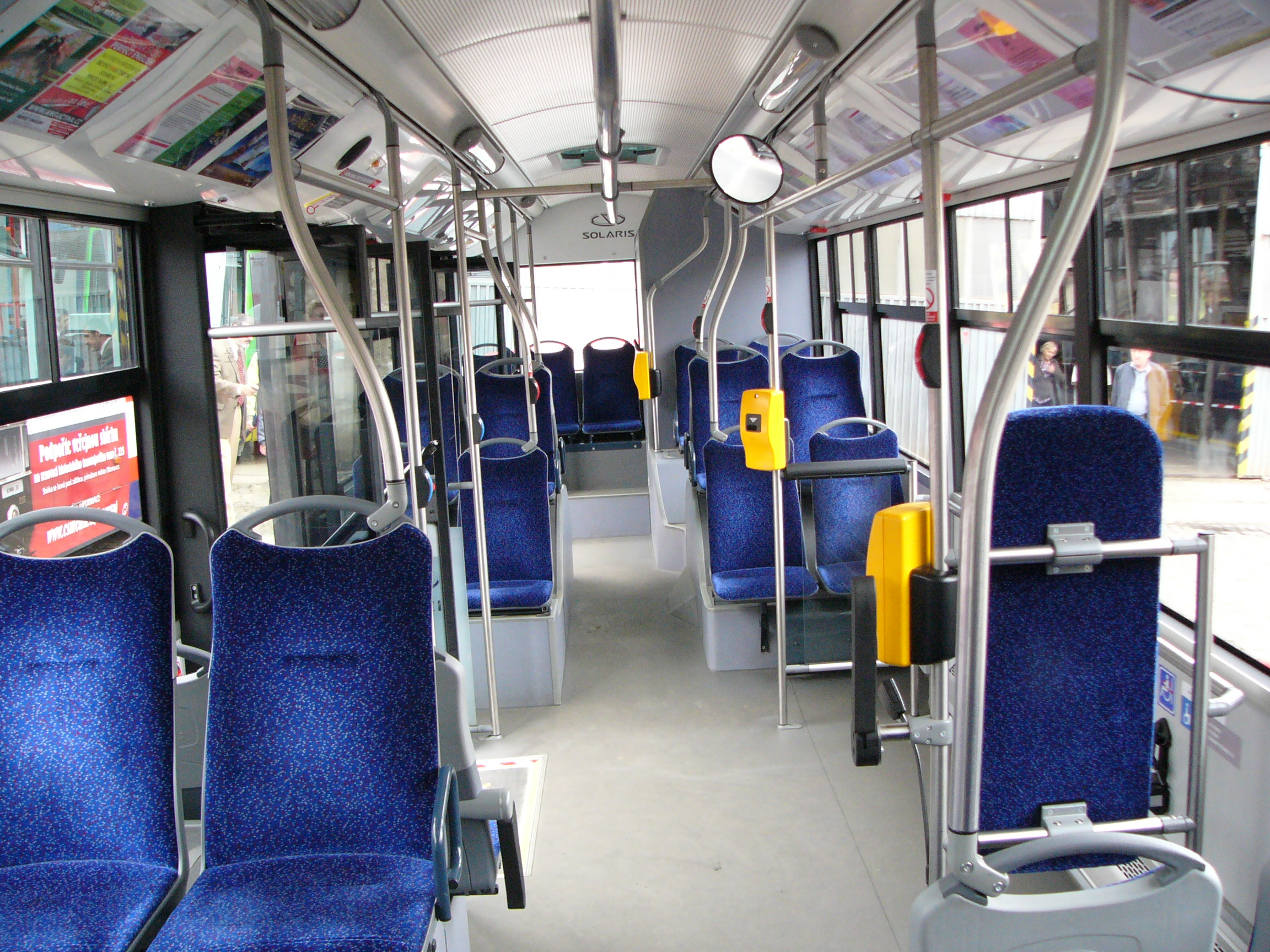
Solaris Urbino 12内部
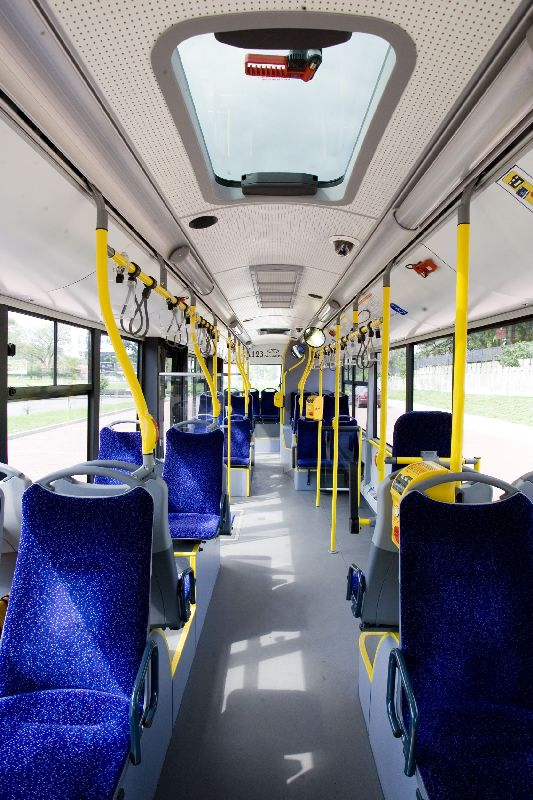
Solaris Urbino 12内部
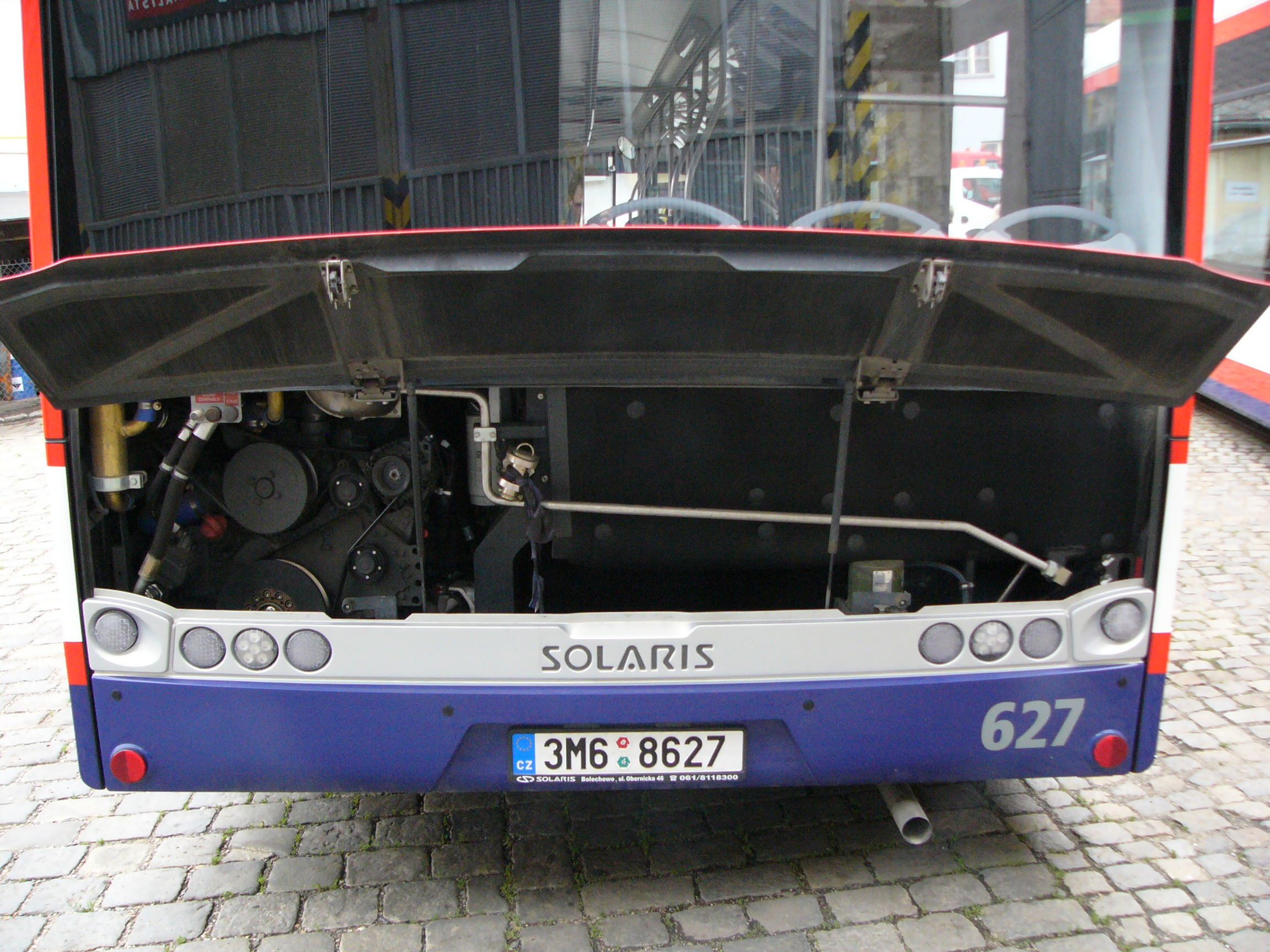
Solaris Urbino 12发动机
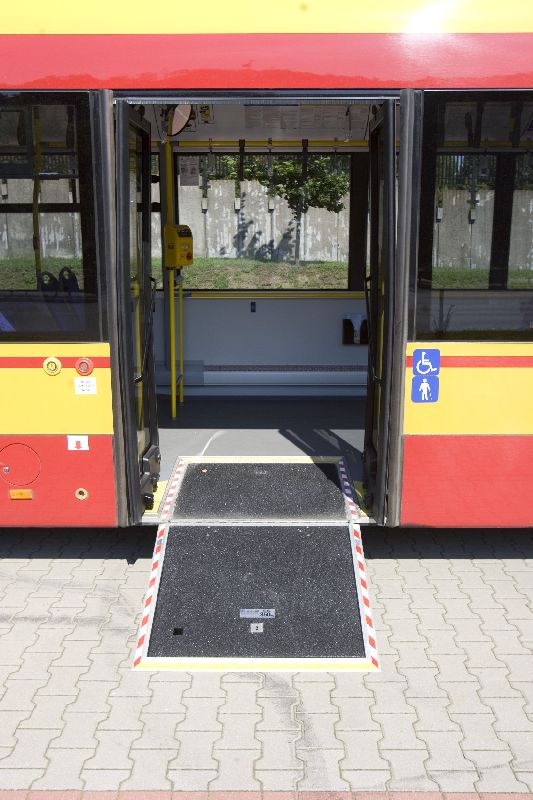
Solaris Urbino 12
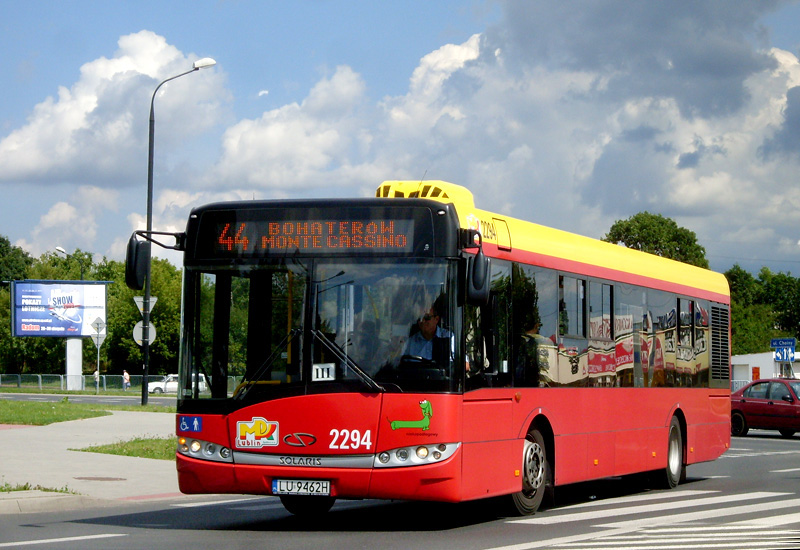
波兰卢布林的第三代Solaris Urbino 12 W9（2008年制造）
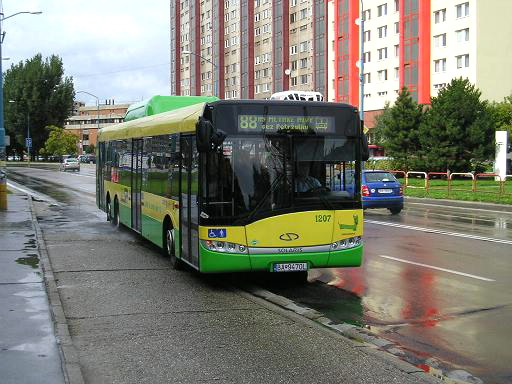
斯洛伐克布拉迪斯拉发的第三代Solaris Urbino 15 CNG（2006年制造）
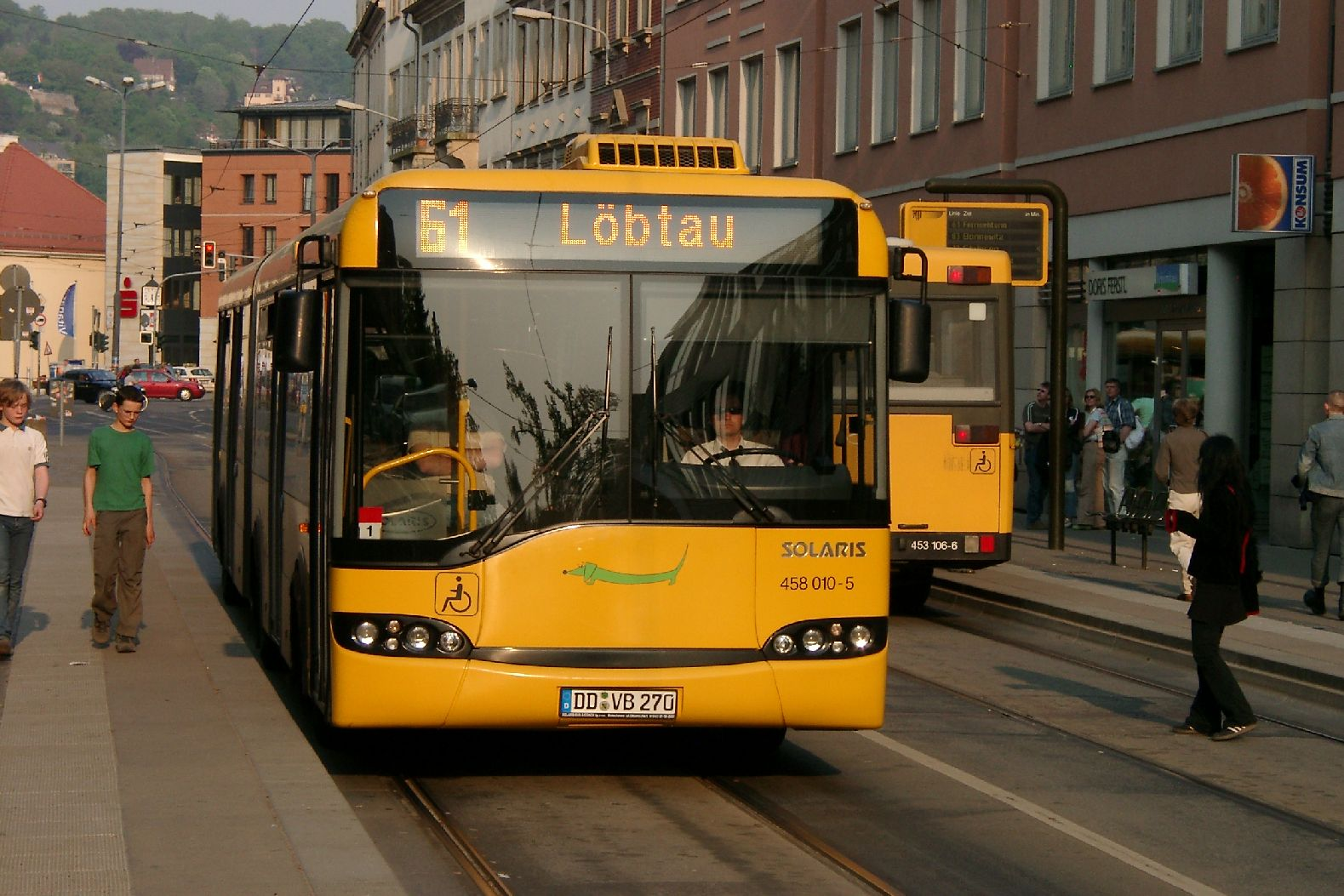
德国德累斯顿的Solaris Urbino 18（2004年制造）
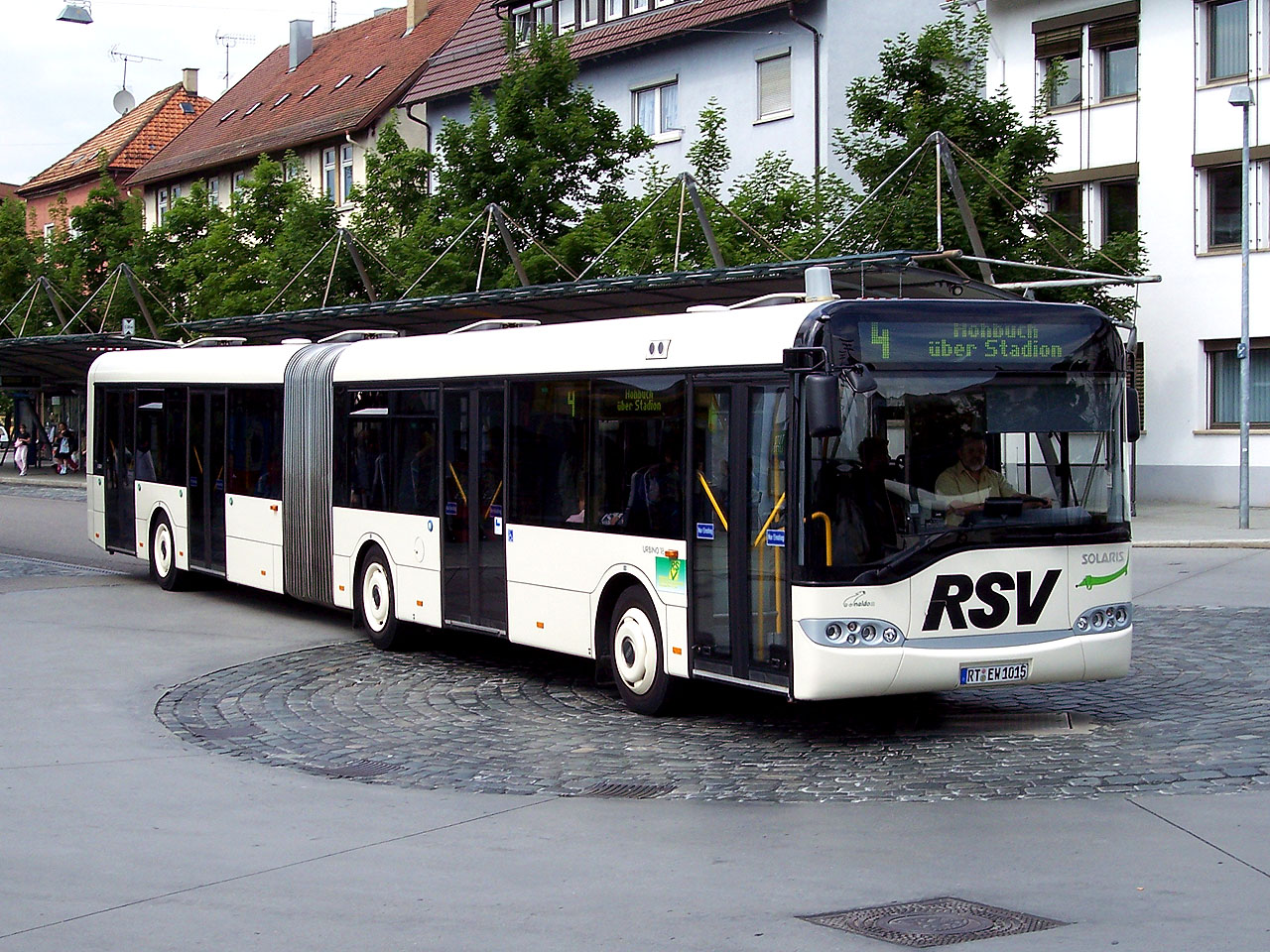
德国罗伊特林根的Solaris Urbino 18
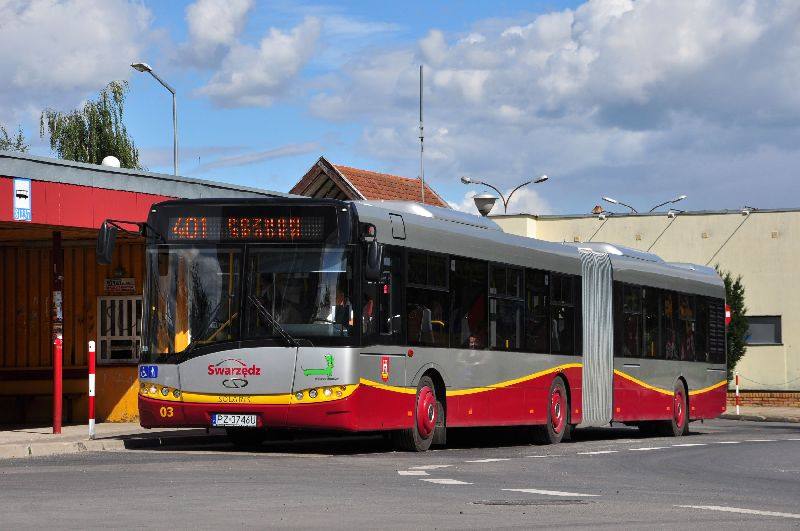
Solaris Urbino 18
德国不来梅的第二代Solaris Urbino 18 Hybrid
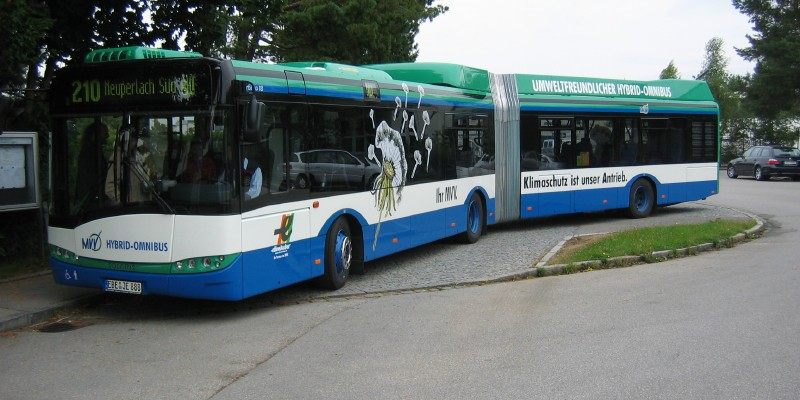
德国格隆的第二代Solaris Urbino 18 Hybrid（2008年制造）
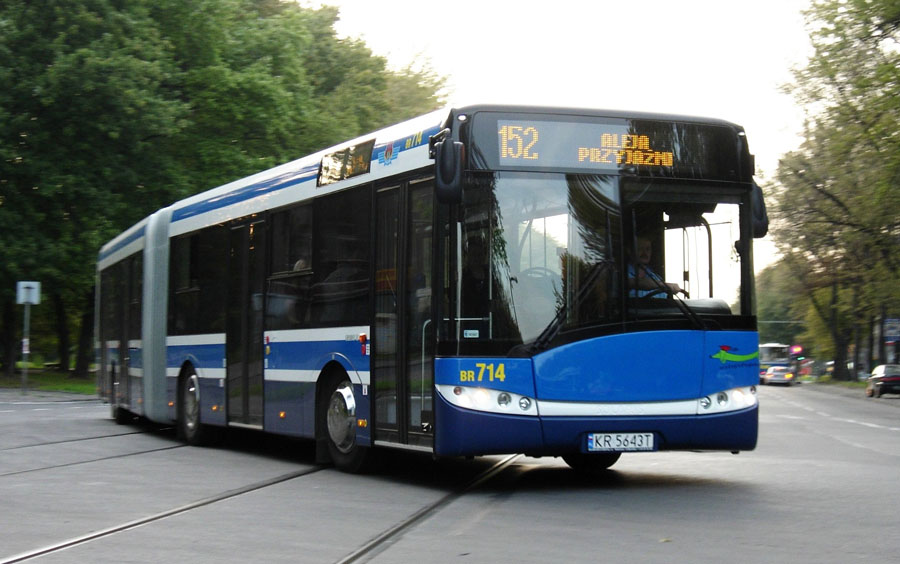
波兰克拉科夫的第三代Solaris Urbino 18（2005年制造）
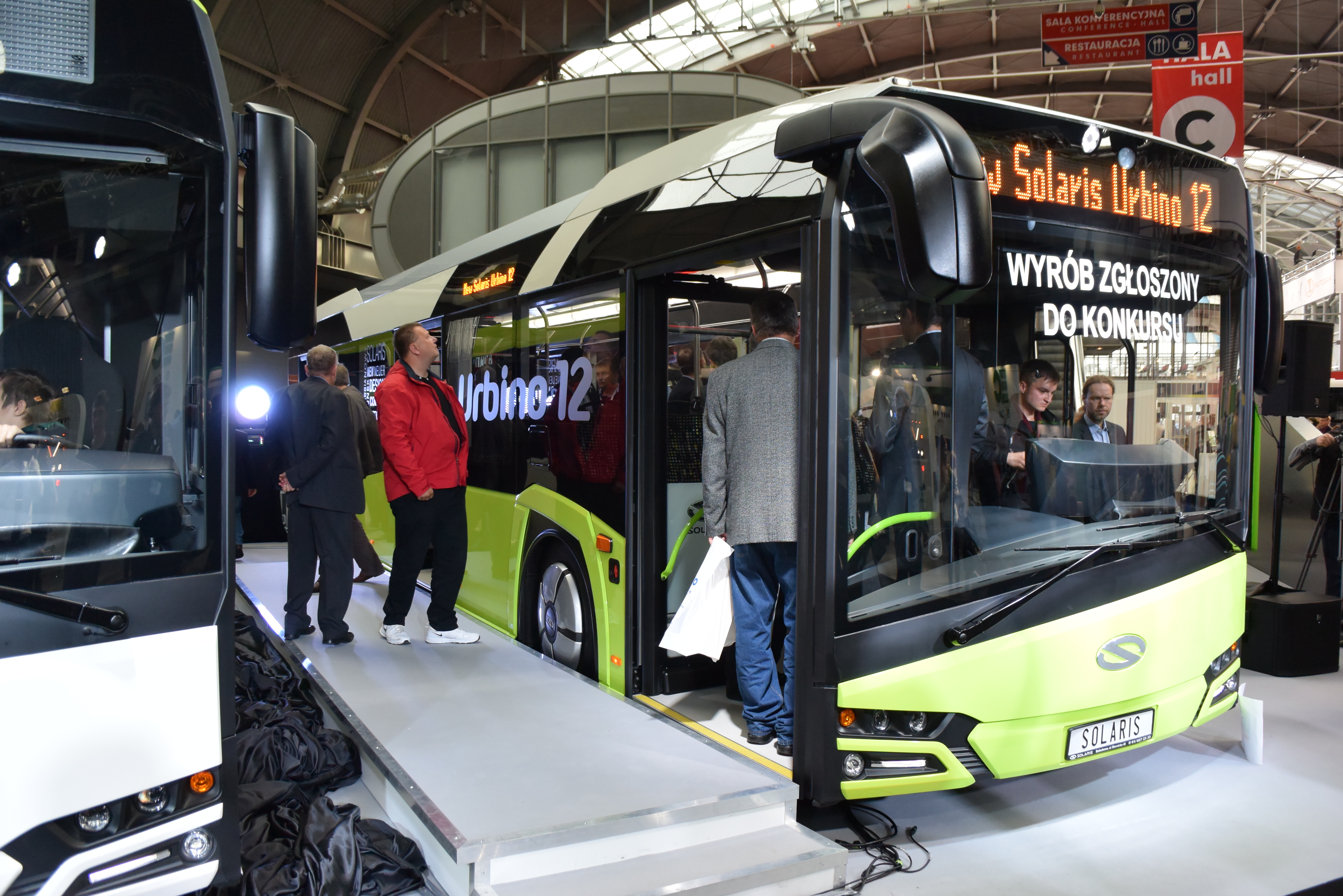
2014年波兰凯尔采运输展上的第四代Solaris Urbino 12
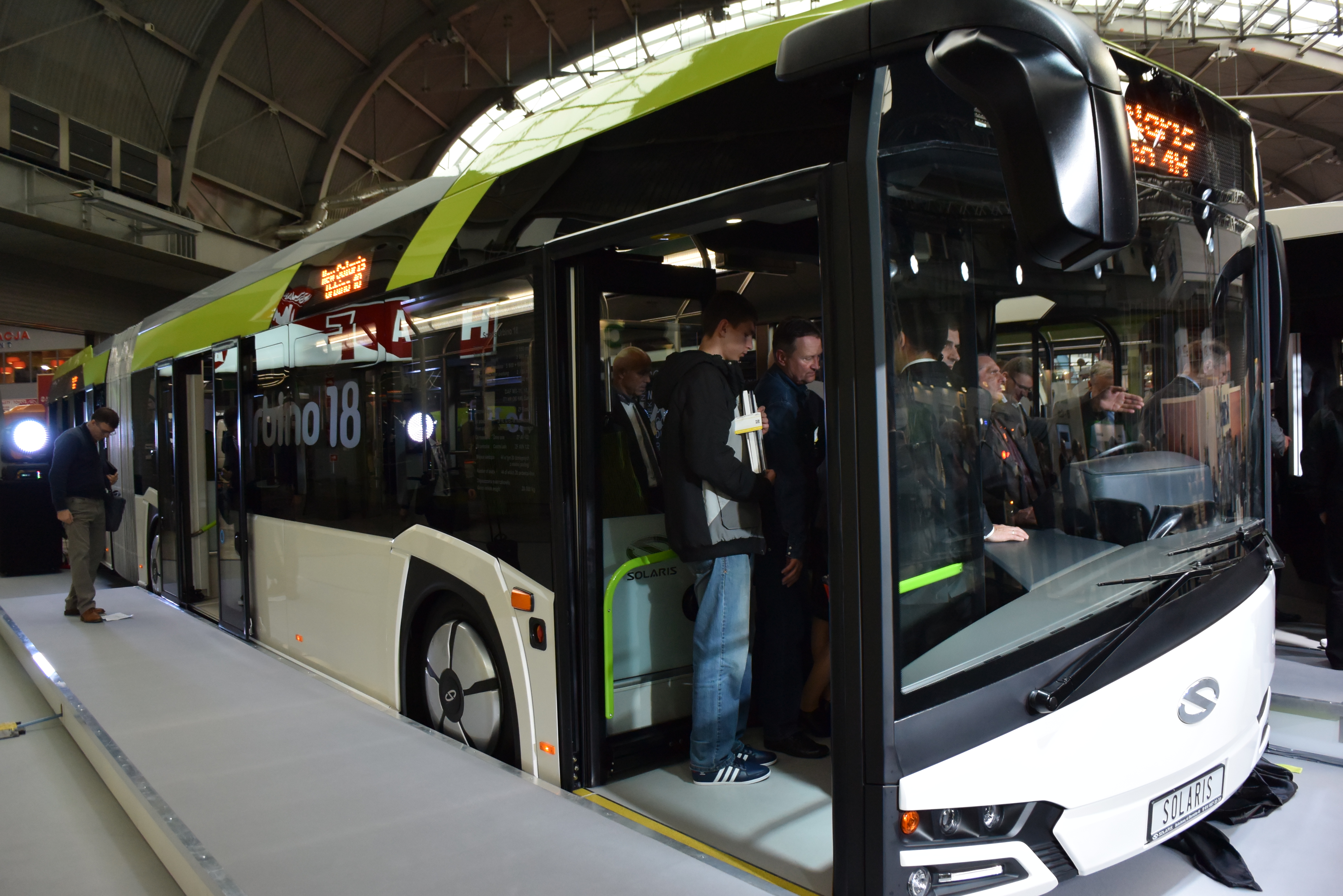
2014年波兰凯尔采运输展上的第四代Solaris Urbino 18

Solaris InterUrbino

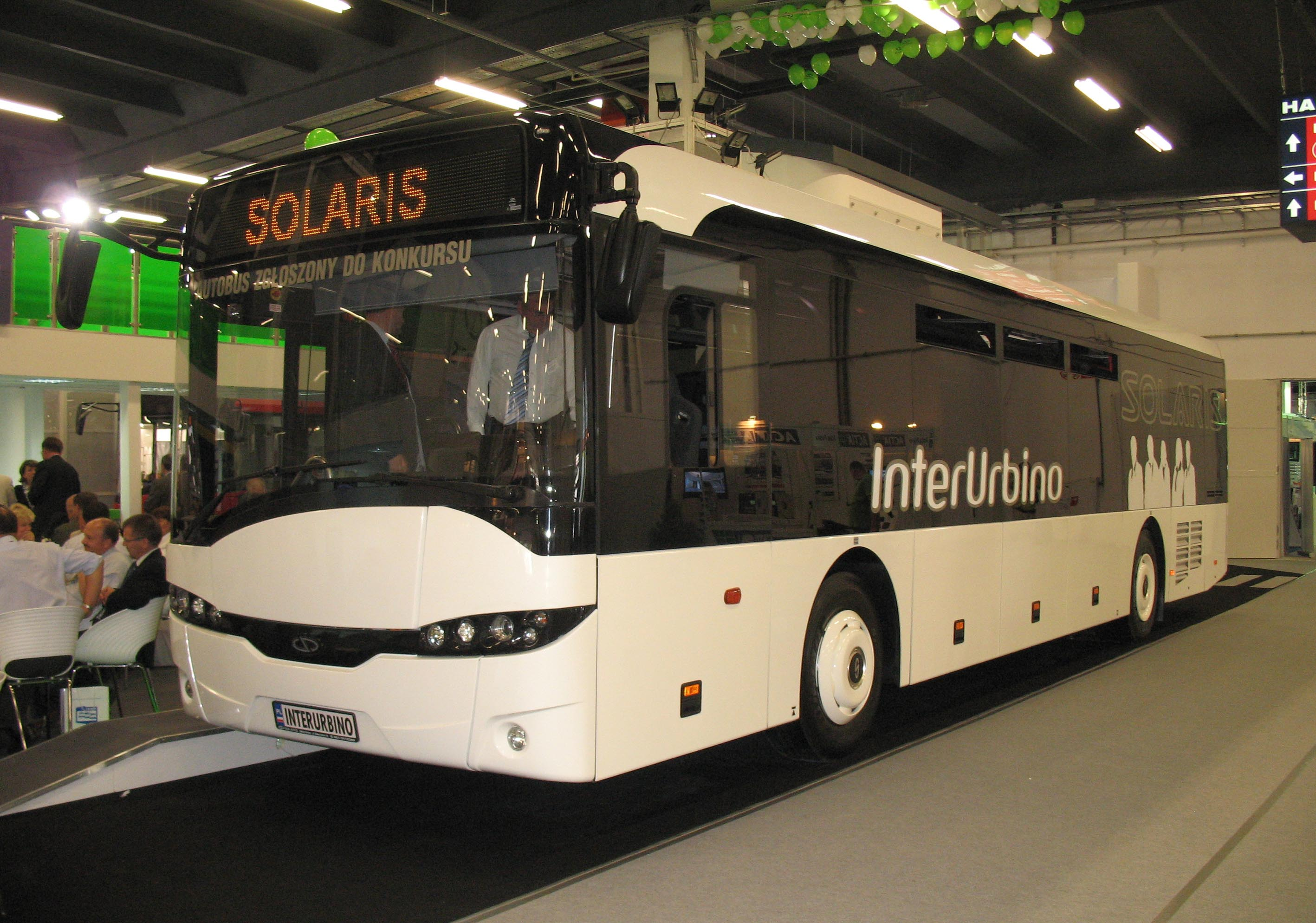
2009年波兰凯尔采运输展上的Solaris InterUrbino 12（2009年制造）
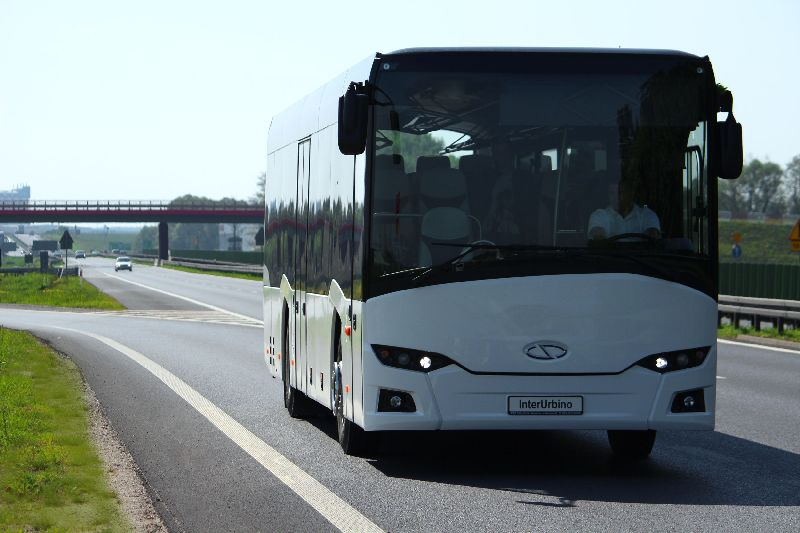
Solaris InterUrbino 12

Solaris Vacanza 和 Solaris Valetta

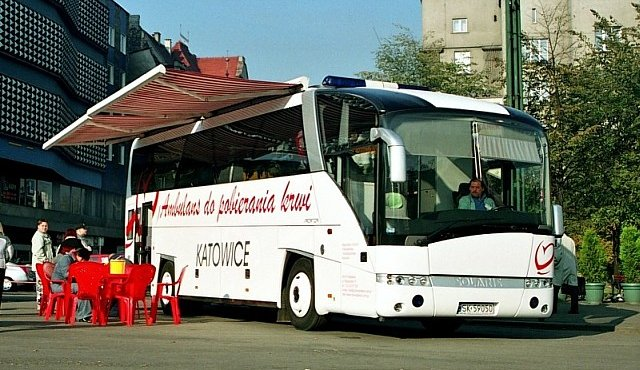
波兰卡托维兹改装为采血车的Solaris Vacanza 12（2002年制造），被戏称为“吸血客车”
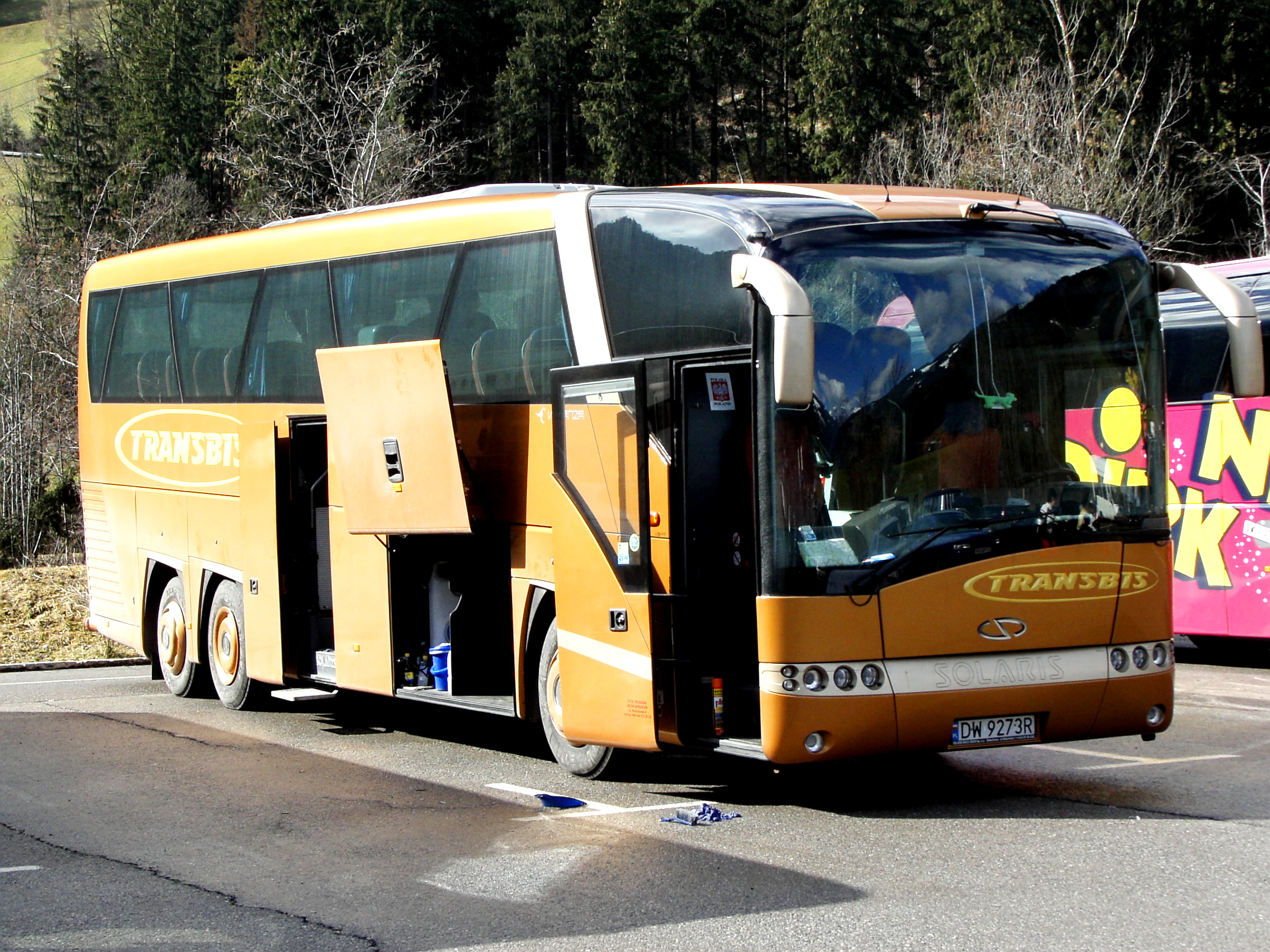
奥地利的Solaris Vacanza 13（2005年制造）
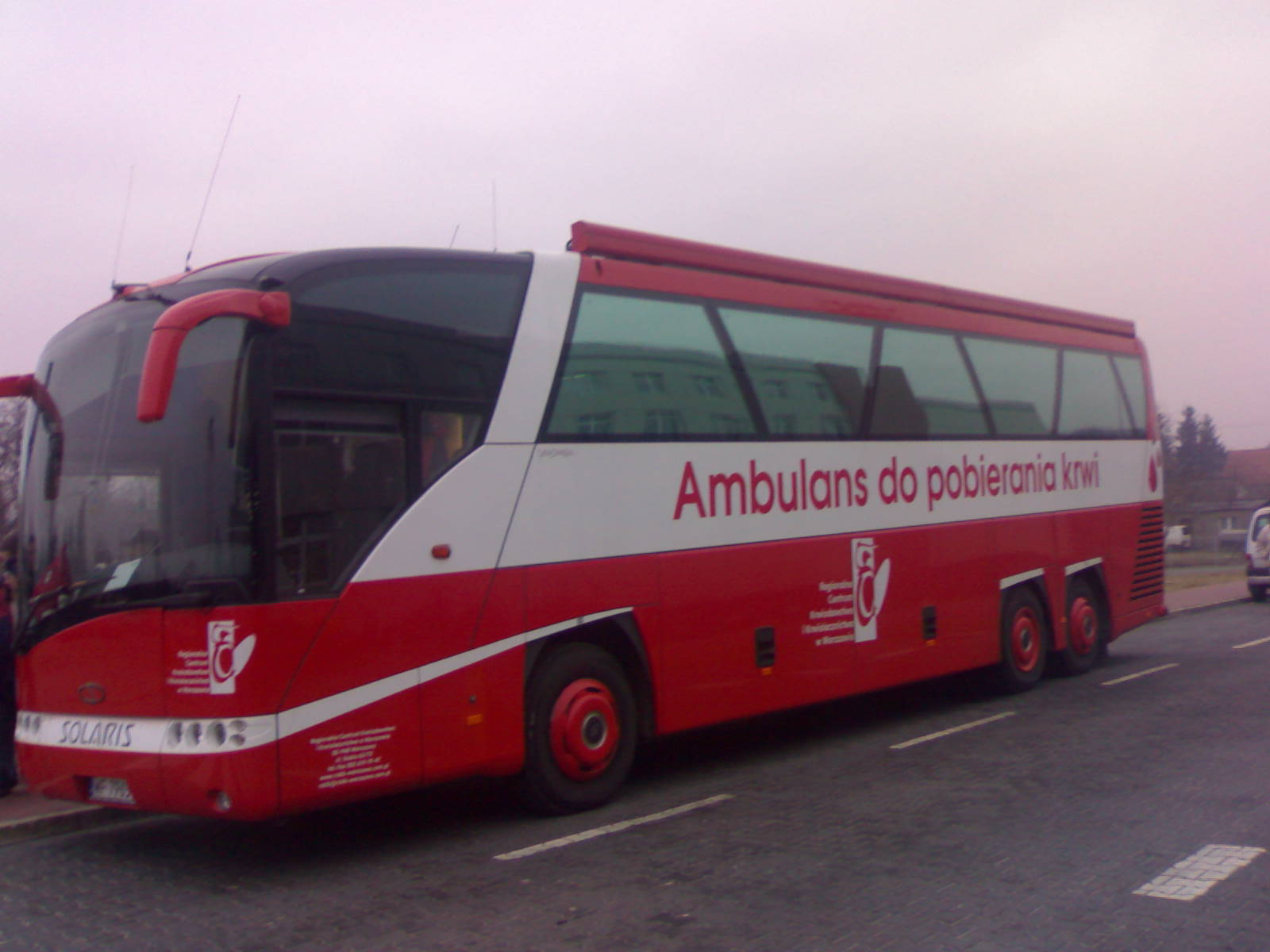
Solaris Vacanza 13特别款（2006年制造），作为移动血站
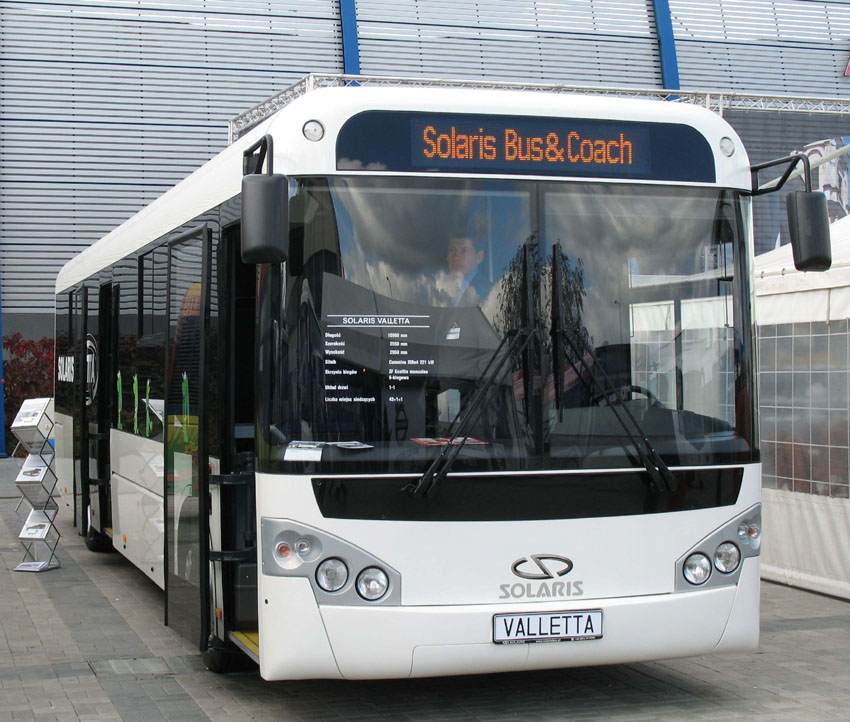
2007年波兰凯尔采运输展上的Solaris Valletta（2007年制造）
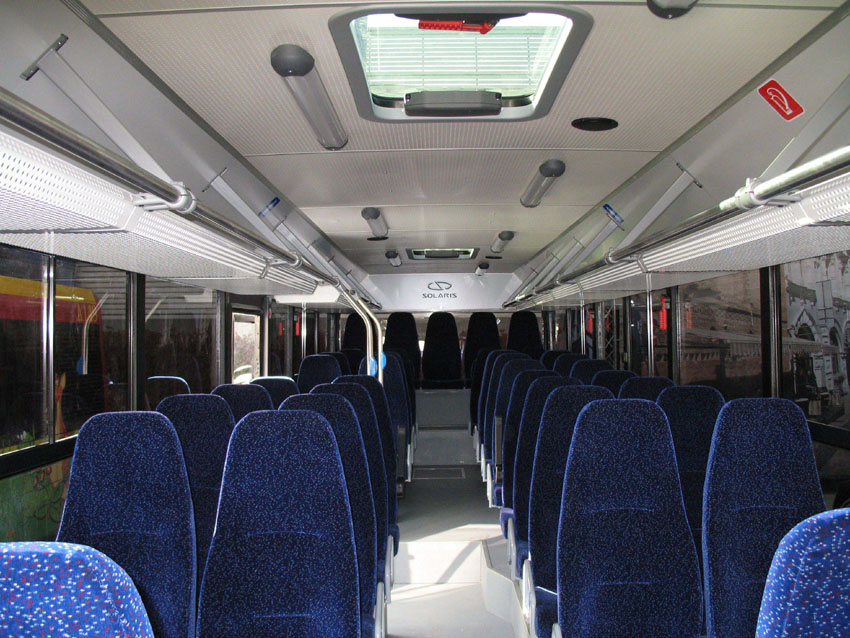
Solaris Valetta内部

Solaris Trollino

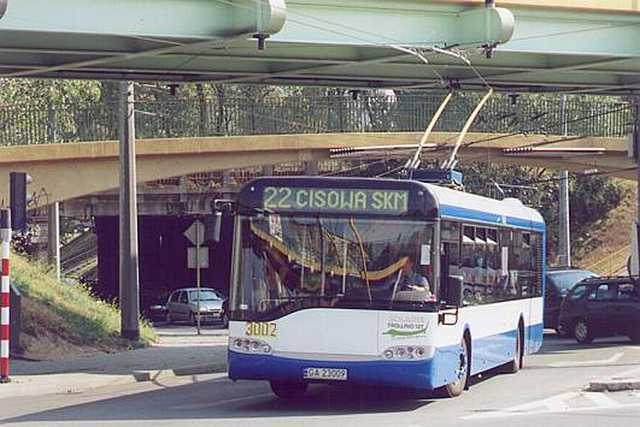
波兰格丁尼亚的Solaris Trollino 12T
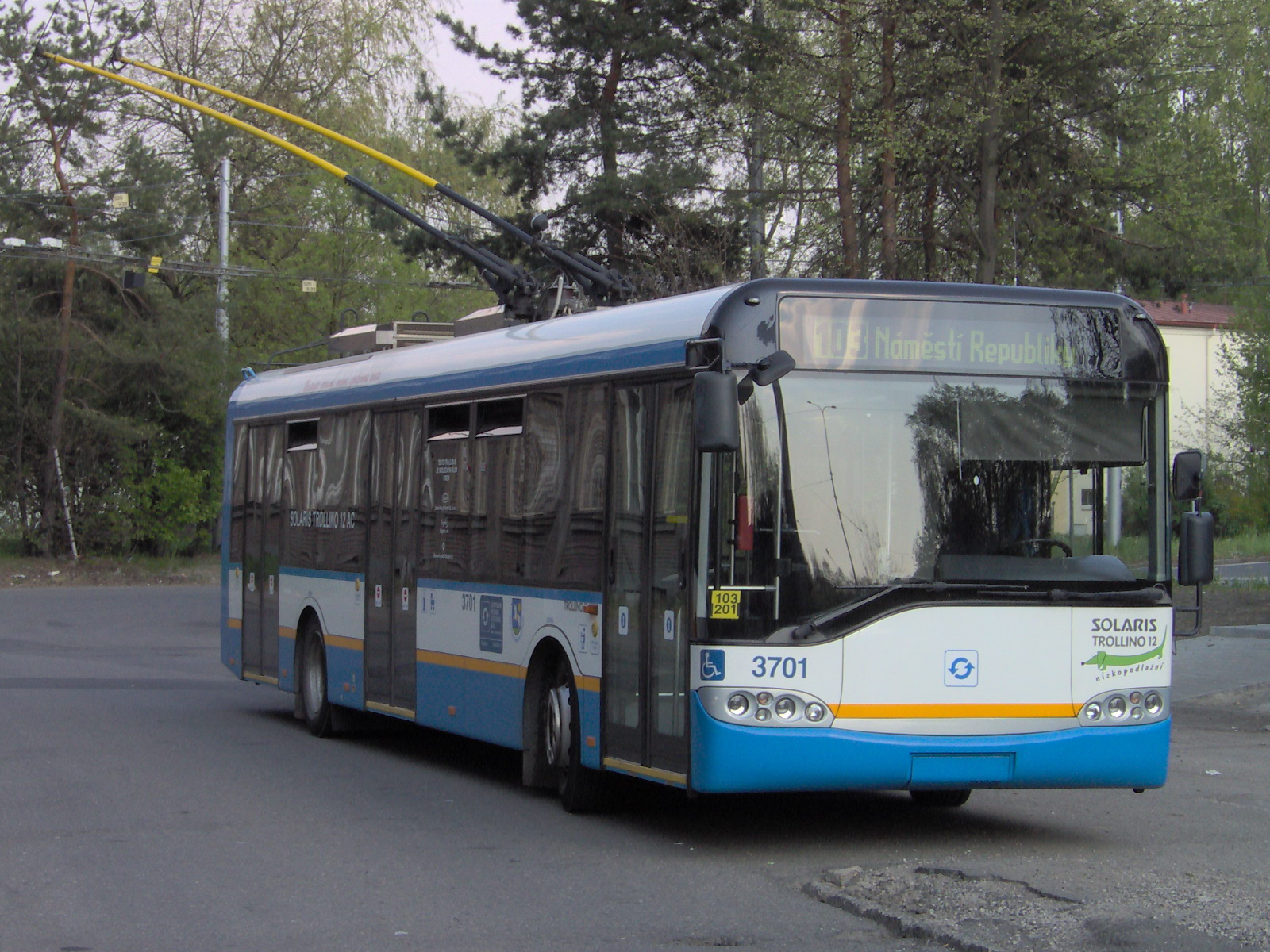
捷克俄斯特拉发的Solaris Trollino 12
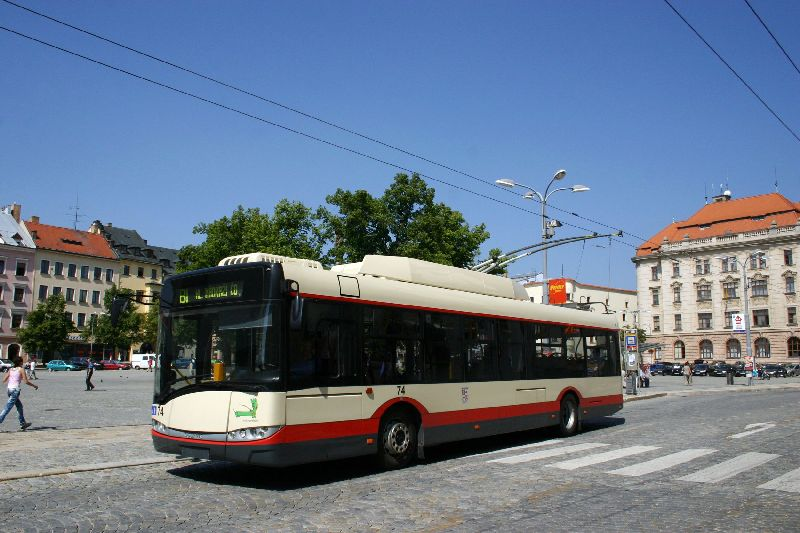
捷克伊赫拉瓦的Solaris Trollino 12
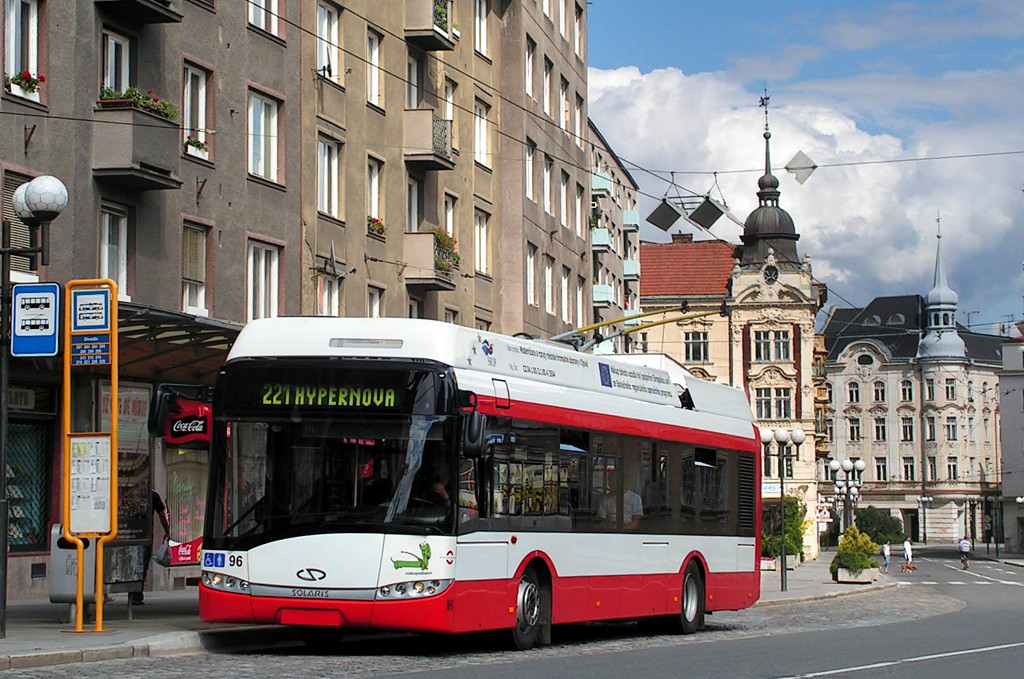
捷克奥帕瓦的第二代Solaris Trollino 12AC
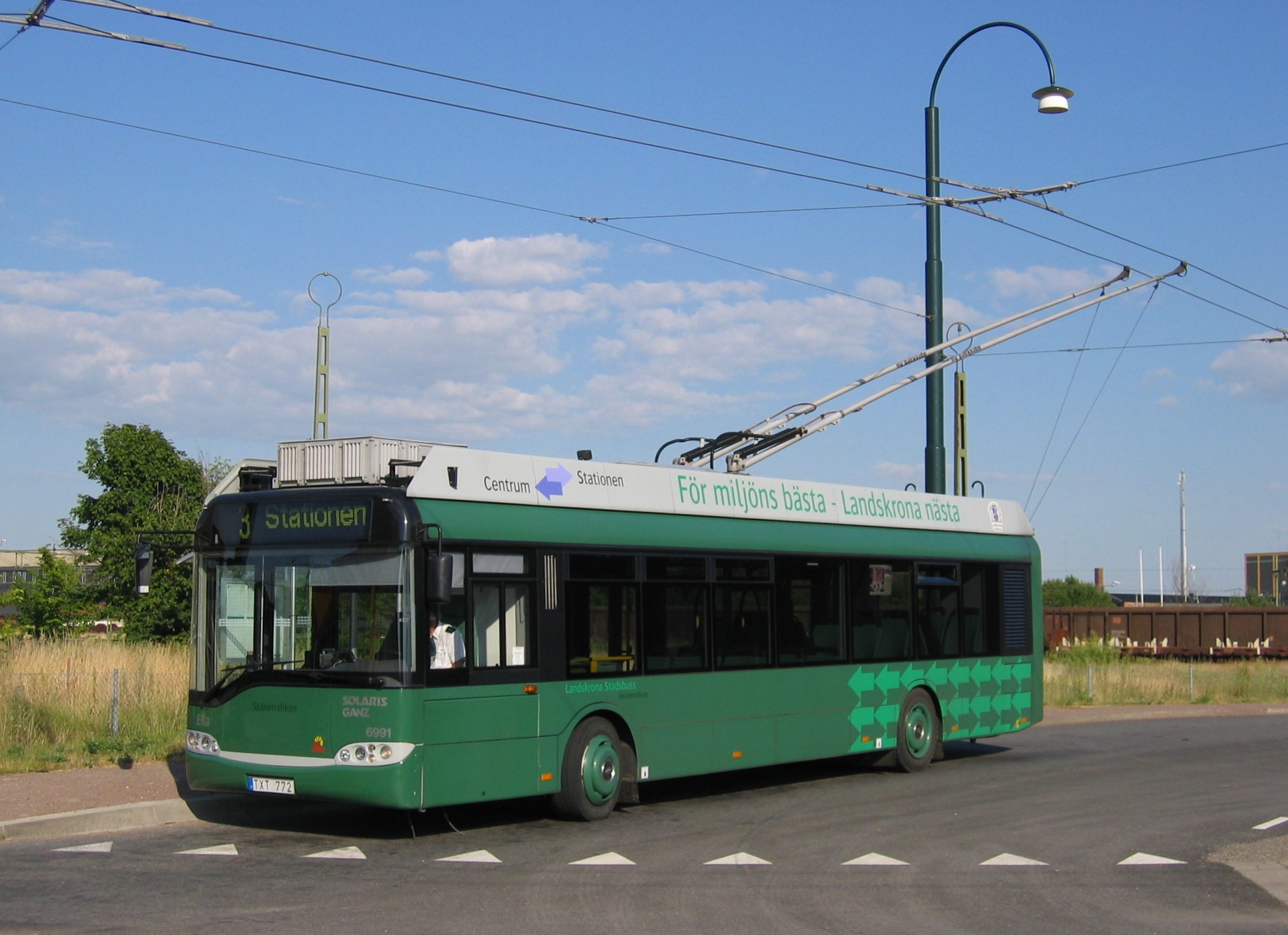
瑞典兰斯克鲁纳的Solaris Trollino 12
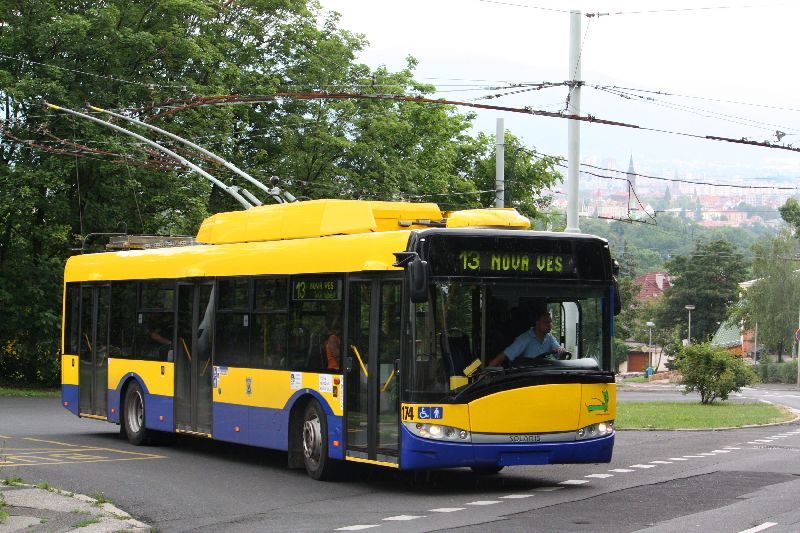
捷克特普利采的Solaris Trollino 12
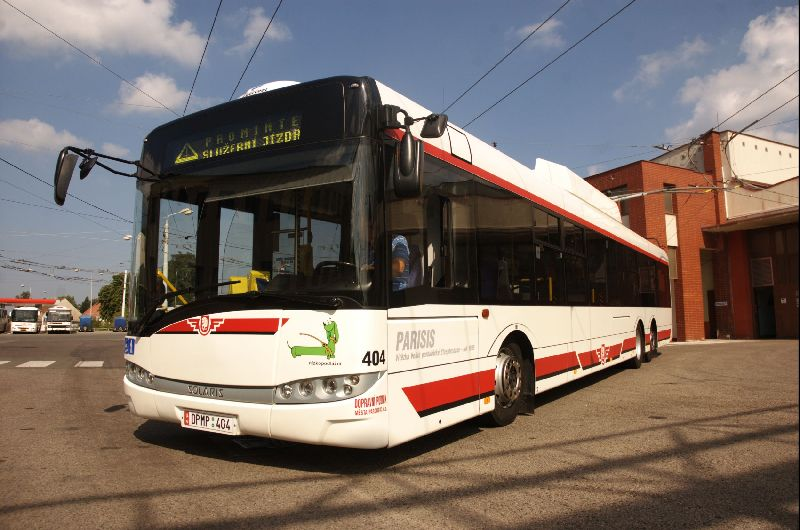
捷克帕尔杜比采的Solaris Trollino 15
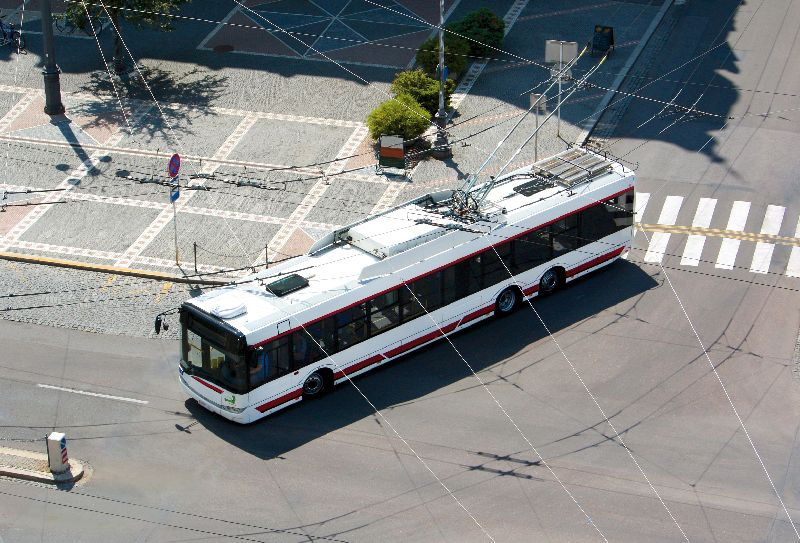
捷克帕尔杜比采的Solaris Trollino 15
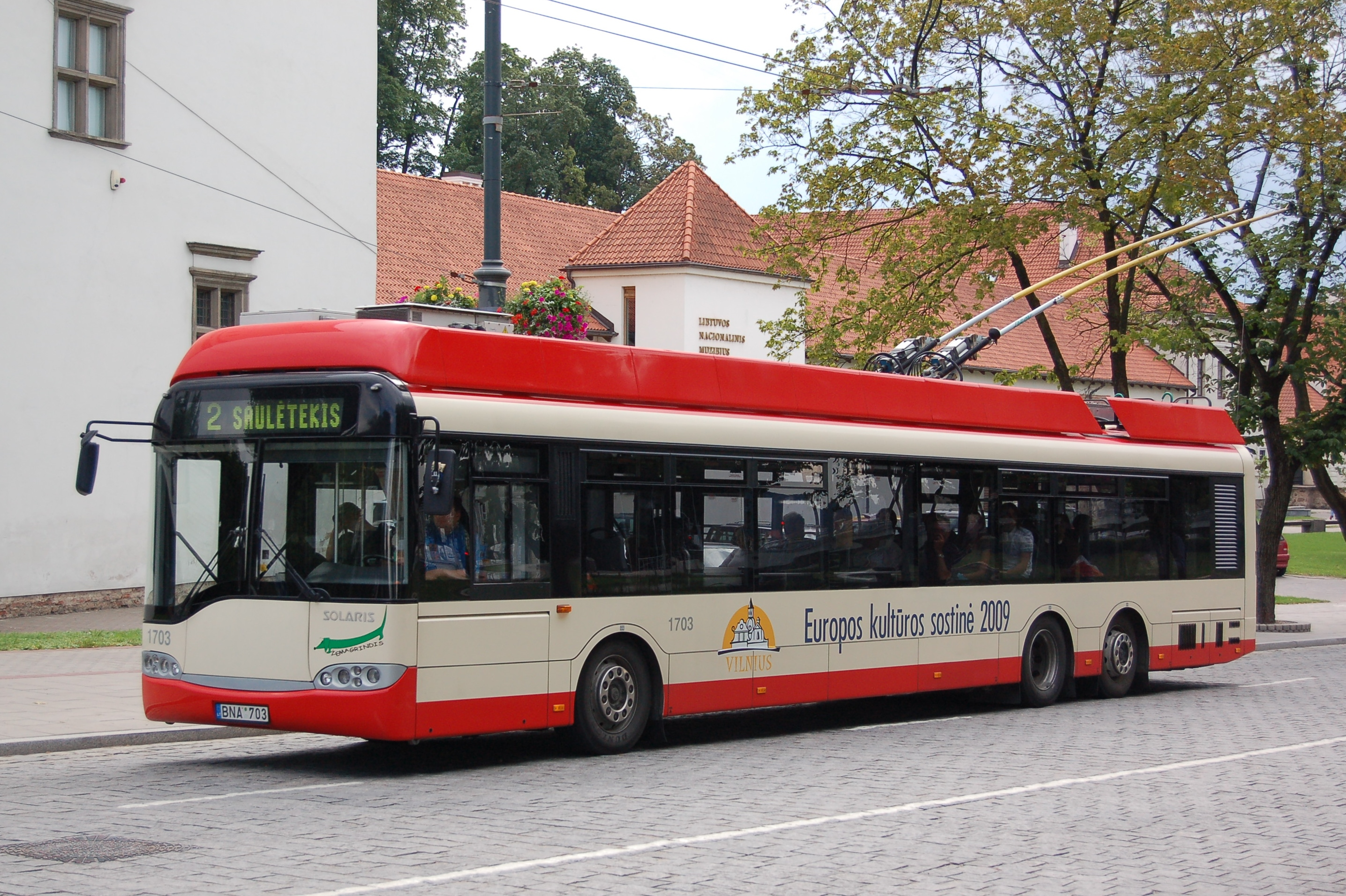
立陶宛维尔纽斯的Solaris Trollino 15AC
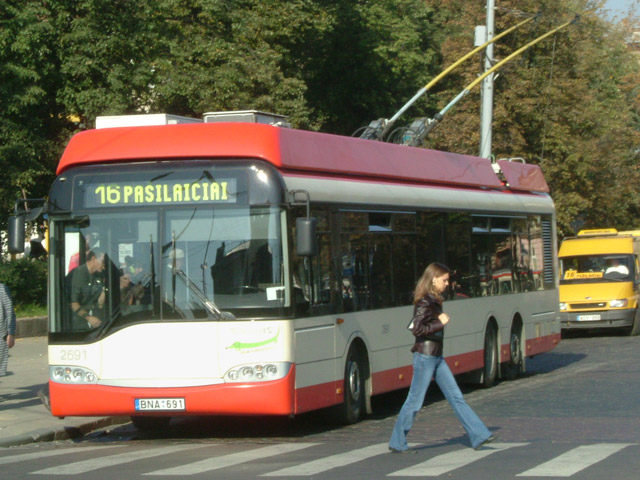
立陶宛维尔纽斯的Solaris Trollino 15
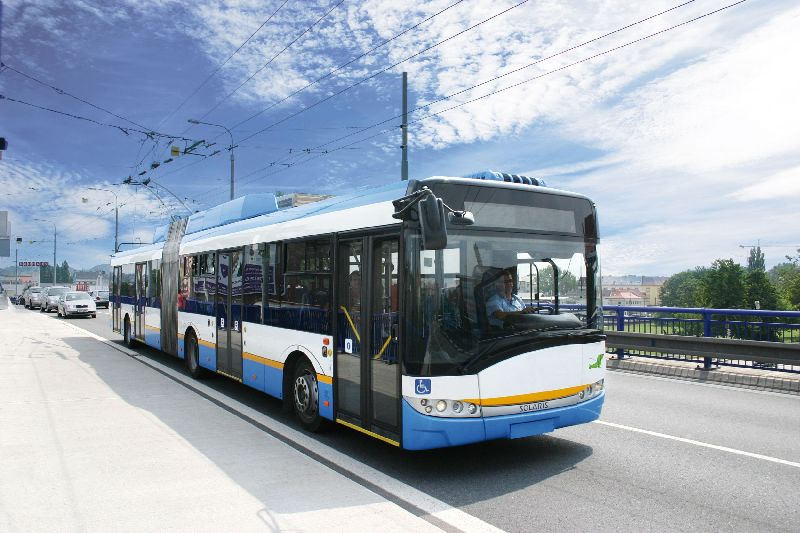
捷克俄斯特拉发的Solaris Trollino 18
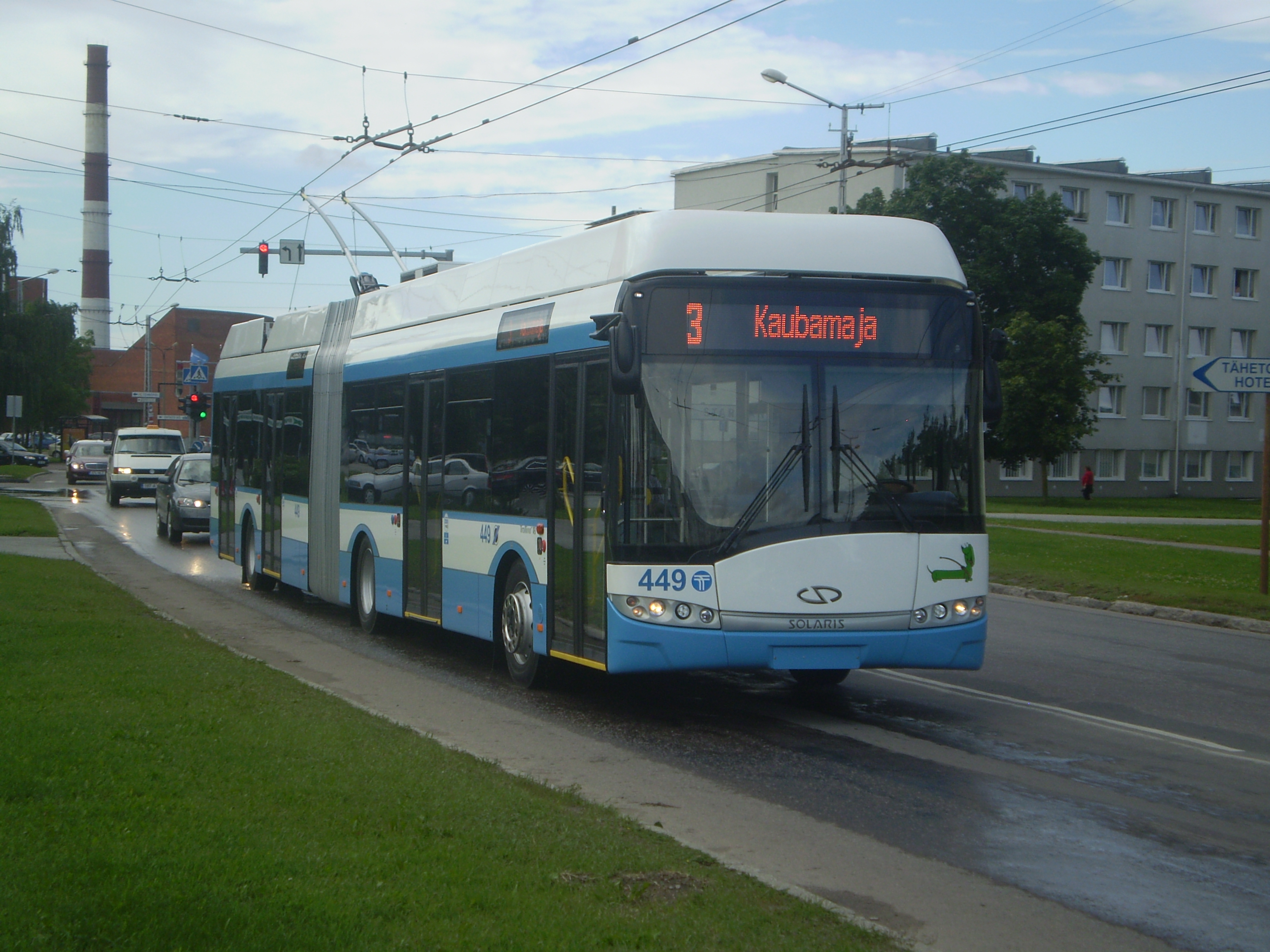
爱沙尼亚塔林的Solaris Trollino 18AC
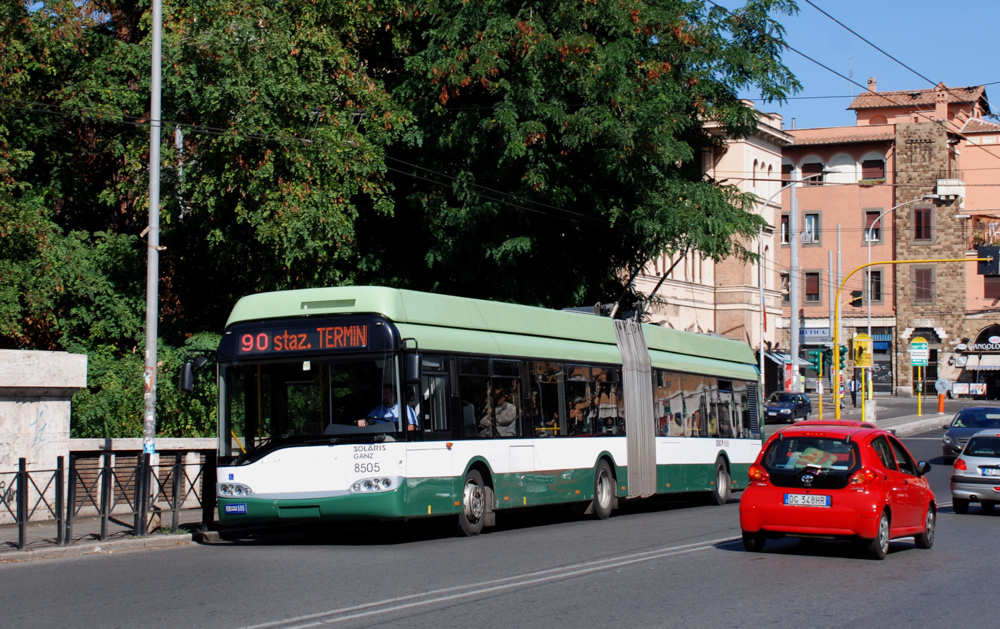
罗马的Solaris Trollino 18T
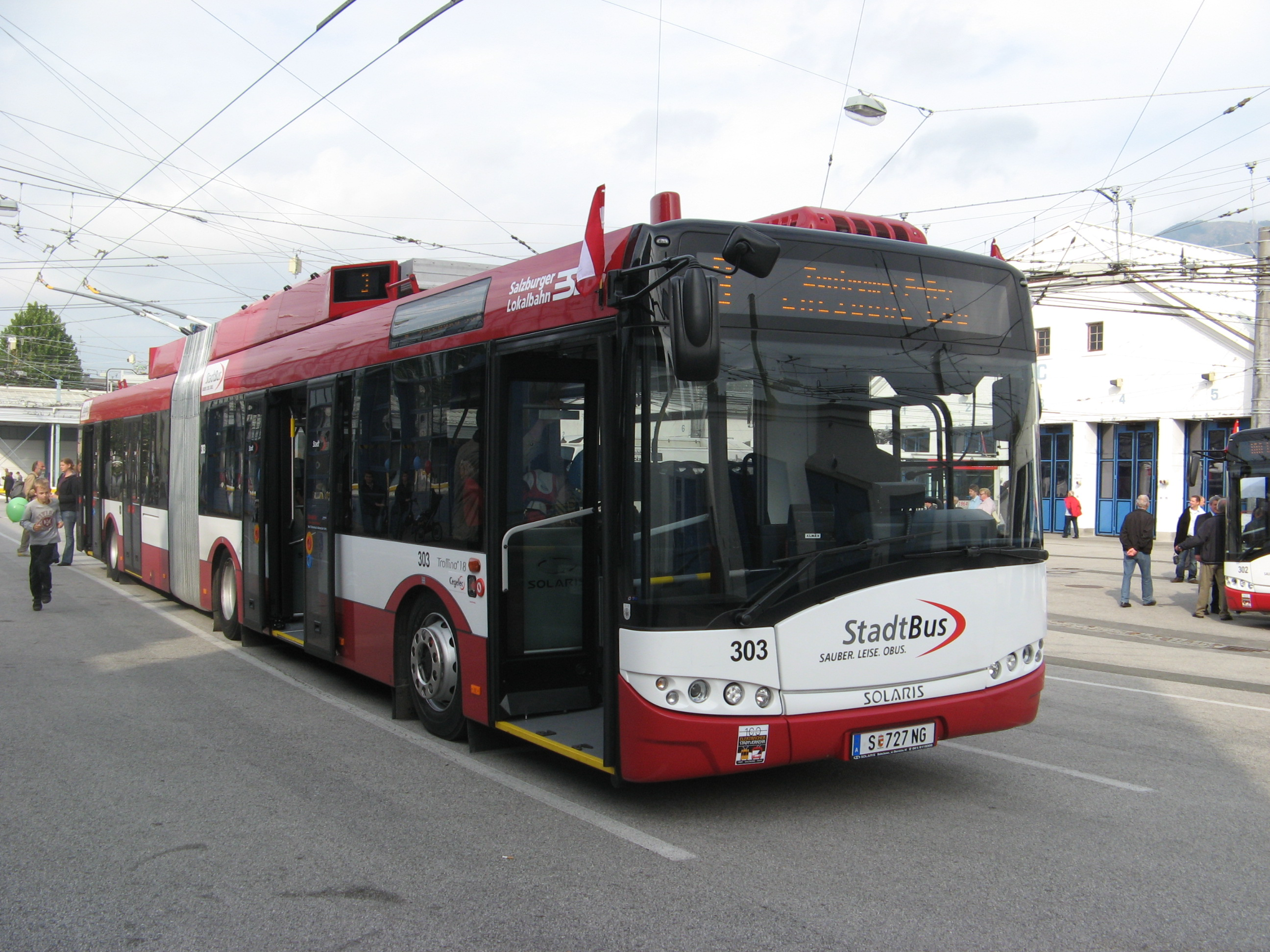
奥地利萨尔茨堡的Solaris Trollino 18AC（2009年制造）
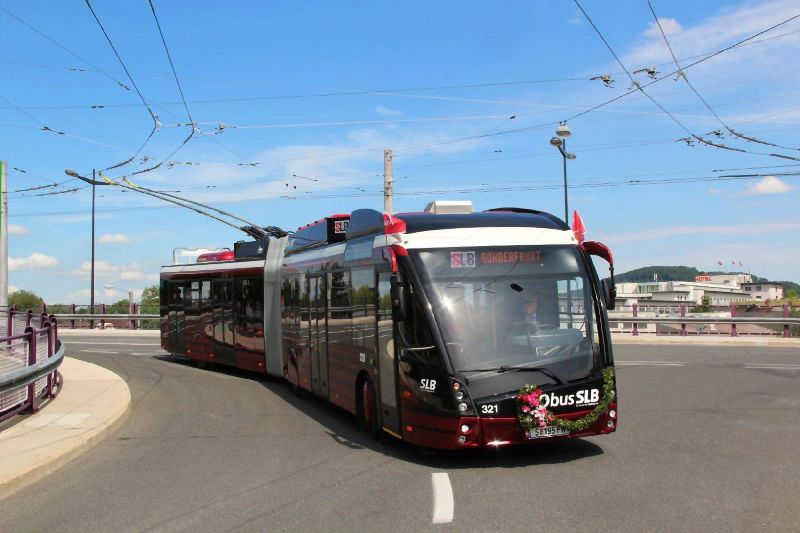
奥地利萨尔茨堡的Solaris Trollino 18 Tram-Look（MetroStyle）（2012年制造）
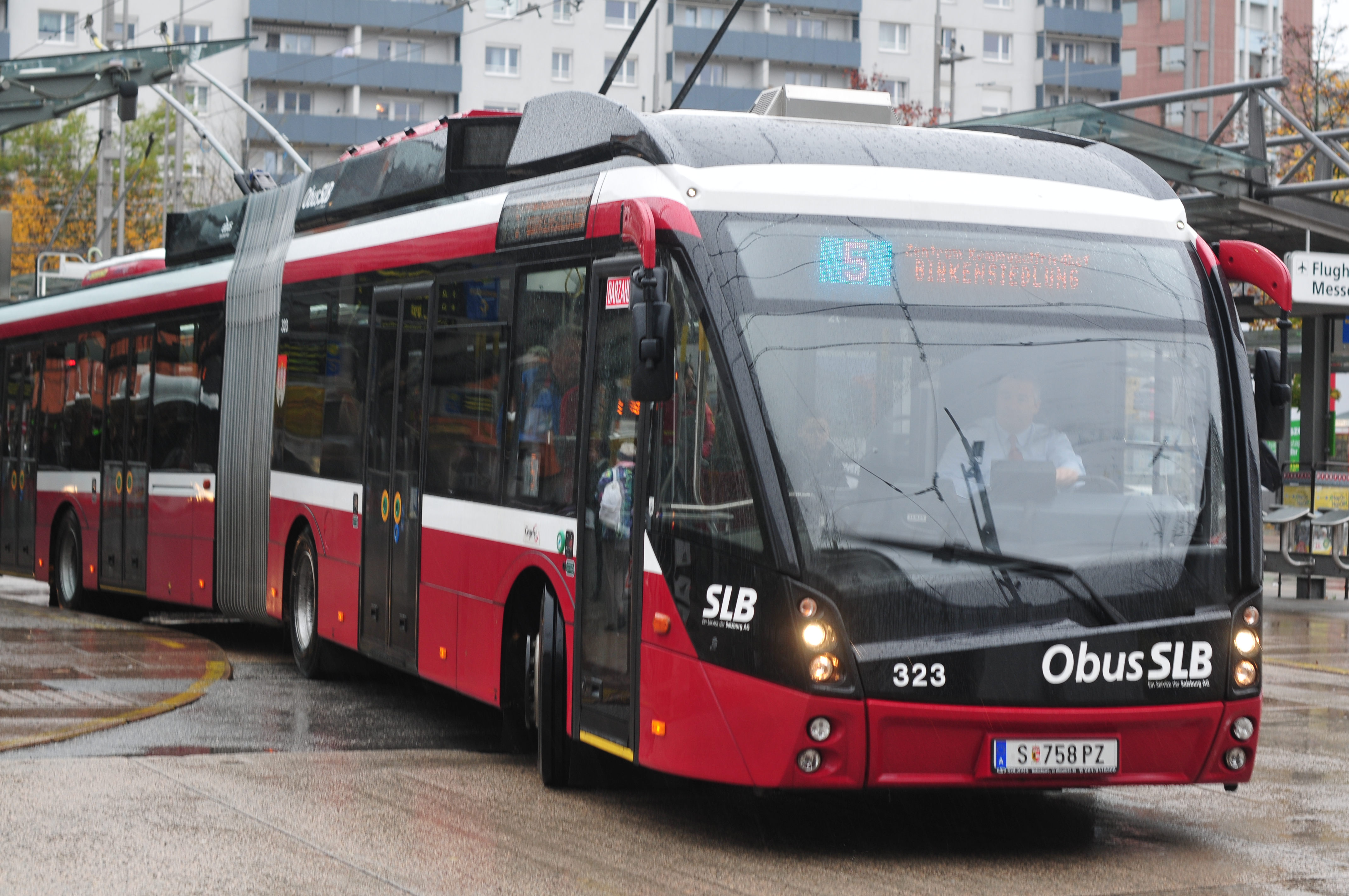
奥地利萨尔茨堡的Solaris Trollino 18 Tram-Look（MetroStyle）（2012年制造）
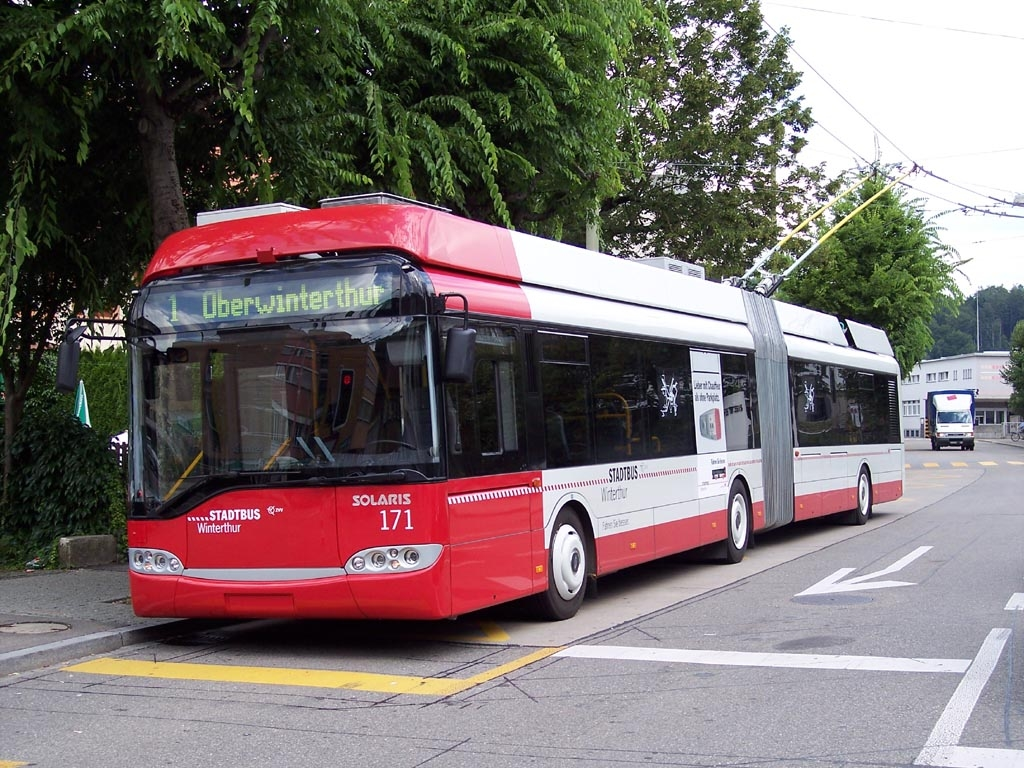
瑞士温特图尔的Solaris Trollino 18AC（2004年制造）

Solaris Tramino

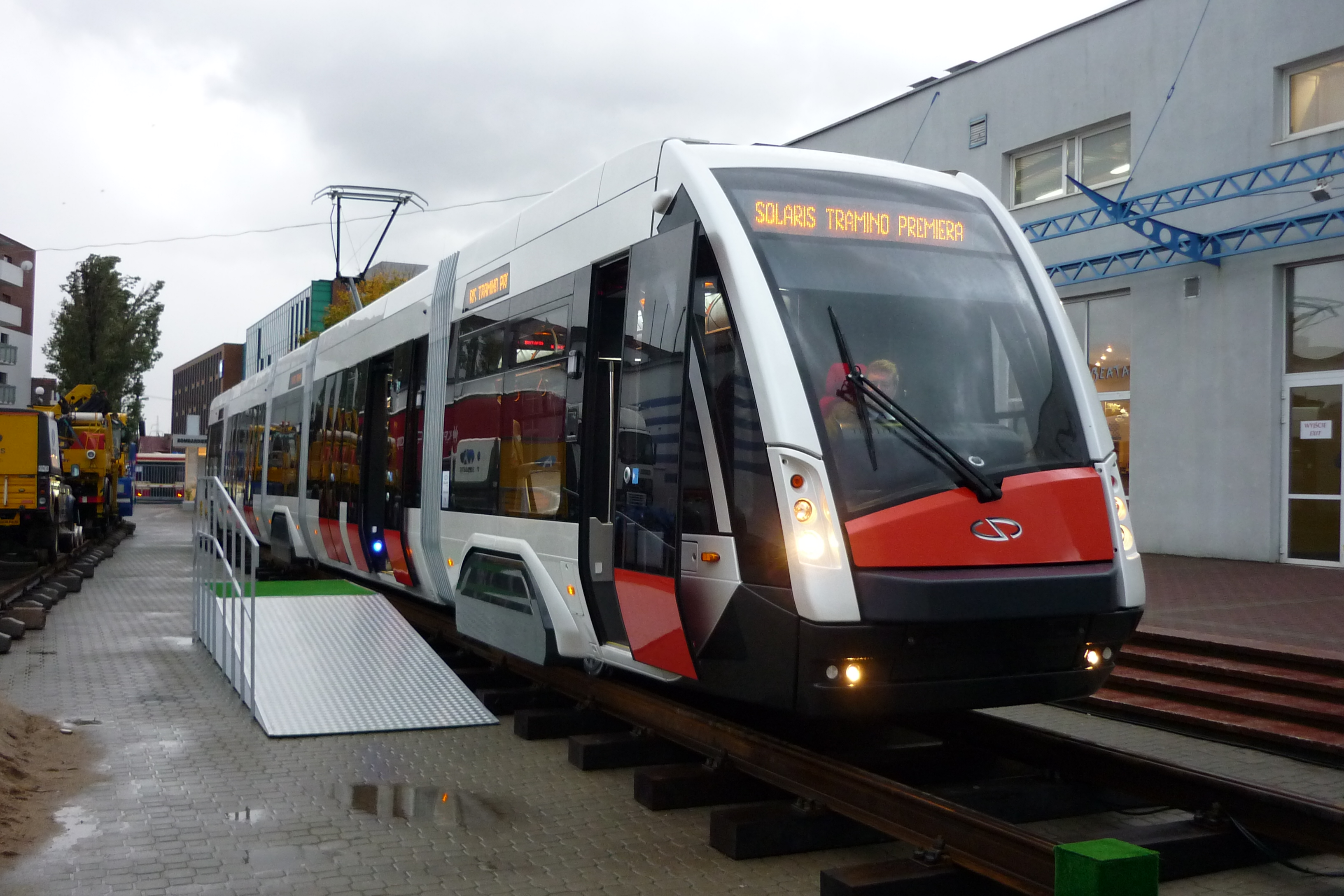
波兰格但斯克的Solaris Tramino LF 32，TRAKO 2009
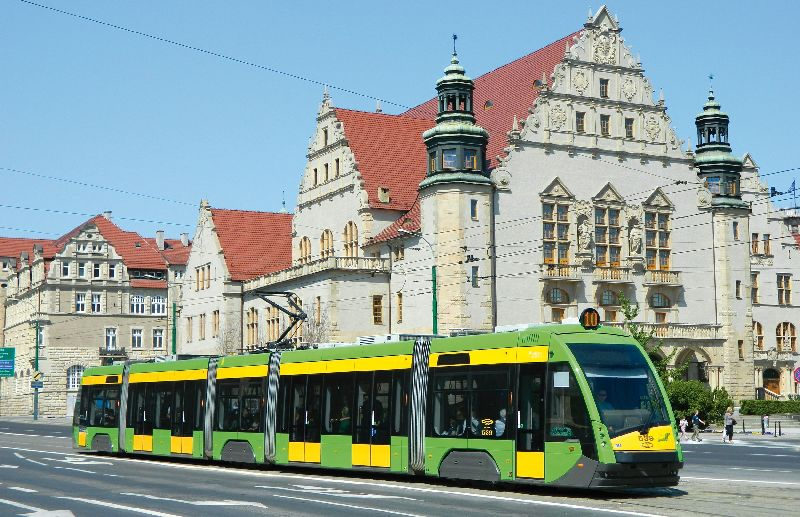
波兰波兹南的Solaris Tramino
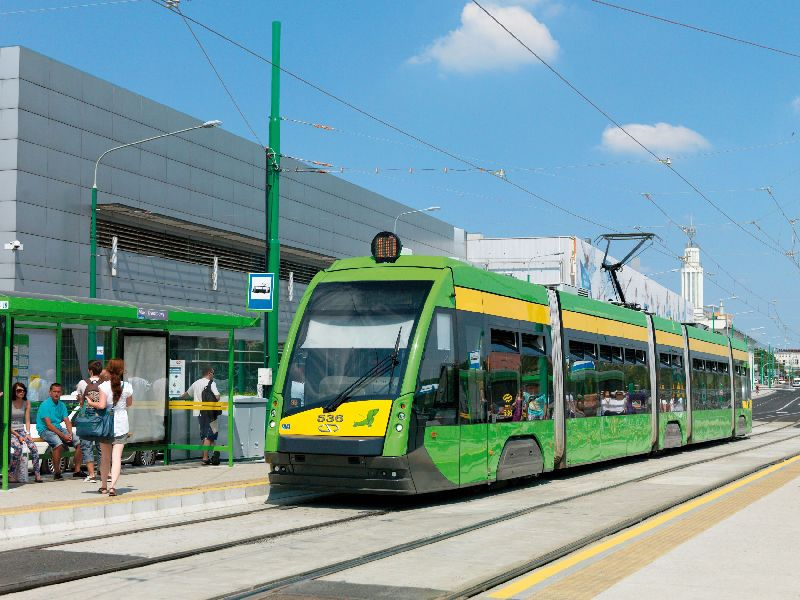
波兰波兹南的Solaris Tramino
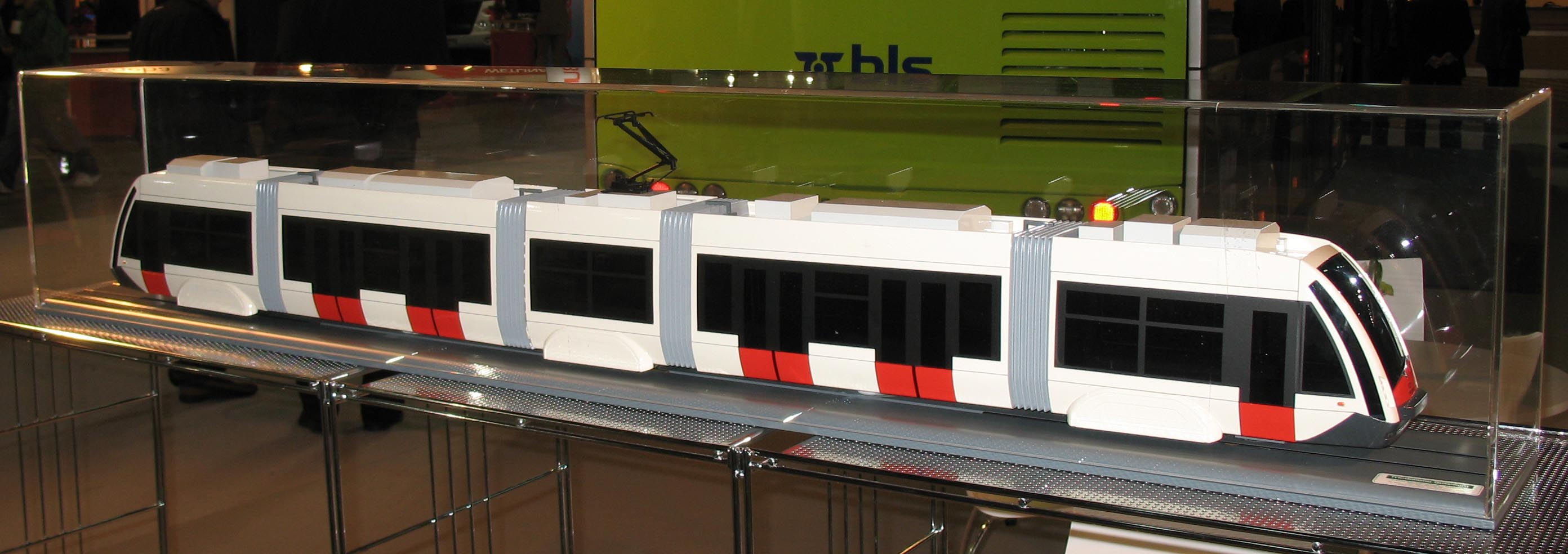
波兰凯尔采的Solaris Tramino模型，2008年波兰凯尔采运输展
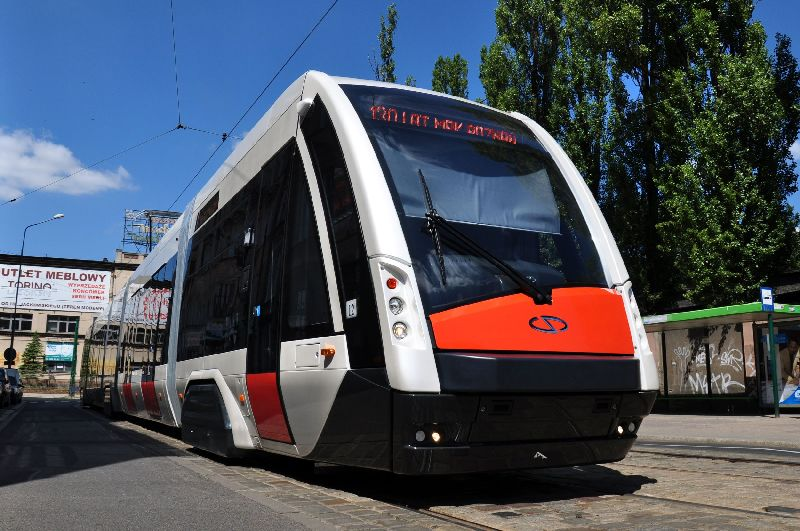
Solaris Tramino